# Operazione Urano
Operazione Urano (in russo Операция Уран?, Operacija Uran) era il nome in codice assegnato dai sovietici alla grande offensiva di accerchiamento sferrata dall'Armata Rossa per intrappolare le forze della Wehrmacht impegnate nella regione di Stalingrado, durante la seconda guerra mondiale. Il doppio accerchiamento, conseguito dall'Armata Rossa con una gigantesca manovra a tenaglia, ebbe inizio il 19 novembre 1942 e i due attacchi si congiunsero a sud di Kalač quattro giorni dopo. Questa riuscita e rapida offensiva ebbe una funzione decisiva nel complesso di operazioni militari che prendono il nome di battaglia di Stalingrado, segnando anche una svolta strategica irreversibile a favore dell'Unione Sovietica nella guerra sul fronte orientale e nell'intera seconda guerra mondiale.

## La preparazione e la strategia

### Situazione strategica sul fronte orientale nell'autunno 1942
La situazione strategica globale nel settore meridionale del fronte orientale alla metà di novembre 1942 vedeva i due raggruppamenti principali tedeschi, il Gruppo d'armate B al comando del generale Maximilian von Weichs e il Gruppo d'armate A, dipendente direttamente dall'OKH (Oberkommando des Heeres – alto comando dell'esercito) e quindi da Hitler, dopo la destituzione in settembre del feldmaresciallo Wilhelm List, da molte settimane praticamente fermi ed estenuati da continui combattimenti sia nella regione caucasica, dove erano in corso duri scontri nell'area di Tuapse e sul fiume Terek, sia soprattutto nella regione di Stalingrado dove la 6ª Armata del generale Friedrich Paulus si stava inutilmente dissanguando.
I fianchi del raggruppamento di Stalingrado, schierati lungo il corso del Don a nord e nella regione dei laghi salati a sud della città, rappresentavano aree di potenziale pericolo in vista della stagione invernale, in primo luogo per la debolezza delle armate italiane, rumene e ungheresi schierate su queste posizioni e poi per la presenza di profonde teste di ponte sovietiche sulla riva occidentale del fiume, dalle quali il nemico avrebbe potuto teoricamente contrattaccare. Infatti nel mese di agosto nel corso della cosiddetta prima battaglia difensiva del Don (20-28 agosto 1942) le forze italiane avevano dovuto cedere parecchio terreno sulla riva destra del Don, a Serafimovič e Verchnij Mamon, mentre altre teste di ponte erano state conquistate dai sovietici a Kletskaja e a Kremenskaja. Dopo le difficoltà dei combattimenti d'agosto, il Corpo di spedizione italiano era stato in parte spostato più a nord nel settore del medio ed alto Don, lasciando alla fine di settembre la difesa della pericolosa area di Serafimovič e Kletskaja alle divisioni della 3ª Armata rumena, appena arrivate.
Effettivamente, da settembre lo Stavka (Alto comando sovietico) stava studiando e organizzando un vasto progetto di controffensiva globale nel settore meridionale per rovesciare la situazione complessiva e provocare una svolta decisiva nel conflitto.

### I piani dell'Armata Rossa
In realtà Stalin già durante la burrascosa conferenza di Mosca con Winston Churchill del 12-17 agosto 1942 comunicò al Primo Ministro britannico la sua intenzione di sferrare una grande offensiva invernale, e mostrò fiducia e determinazione nonostante la situazione apparentemente disperata a Stalingrado; in questa fase tuttavia sembra che la pianificazione dello Stavka si limitasse a ipotizzare ed organizzare limitati contrattacchi tattici sui fianchi del raggruppamento tedesco del generale Paulus (cosiddetto kontrudar – contrattacco con obiettivi locali) e, almeno stando ai resoconti autobiografici dei protagonisti, fu solo durante la riunione al Cremlino del 12-13 settembre che prese forma il grande progetto di offensiva globale con obiettivi strategici.

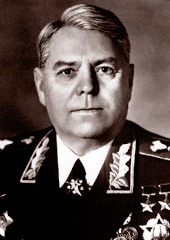
Il generale A.M. Vasilevskij, capo di Stato maggiore generale dell'Armata Rossa dal 26 giugno 1942, fu il principale coordinatore sul campo di battaglia dell'operazione Urano.

In questa circostanza il generale Georgij Žukov, vice comandante in capo dell'Armata Rossa, e il generale Aleksandr Vasilevskij, capo di Stato Maggiore generale, illustrarono a Stalin i modesti risultati degli attacchi sferrati nelle settimane precedenti contro il fianco sinistro della 6ª Armata tedesca che, pur avendo intralciato il nemico, erano terminati con pesanti perdite di uomini e mezzi corazzati, e proposero "una nuova soluzione" per risolvere la situazione nel settore meridionale del fronte orientale. I due generali presentarono quindi la mattina del 13 settembre, dopo una notte passata insieme ai loro collaboratori ad analizzare le mappe e le forze di riserva disponibili, il primo schema generale di offensiva strategica contemporanea sui due fianchi del fronte dell'Asse nel settore del Don e del Volga (cosiddetta kontrnastuplenie – controffensiva strategica con il coinvolgimento di tre Fronti dell'Armata Rossa), allo scopo di sbaragliare le difese nemiche e ottenere un accerchiamento generale del raggruppamento tedesco concentrato a Stalingrado.
Dopo che le forze tedesche principali del Gruppo d'armate B si concentrarono a Stalingrado, i generali Žukov e Vasilevskij e i loro collaboratori dello Stato maggiore generale (principalmente i generali Štemenko, Ivanov e Bokov) adottarono il piano della manovra d'accerchiamento a grande distanza dal fronte combattente di Stalingrado e con la necessità di un difficile attraversamento di sorpresa del Don, per tre ragioni principali: 1) attaccare i fronti più deboli difesi dalle truppe rumene male equipaggiate; 2) ottenere l'accerchiamento di una massa molto maggiore delle forze dell'Asse e quindi raggiungere un risultato decisivo per gli equilibri futuri della guerra; 3) rendere difficoltoso un rapido intervento delle unità meccanizzate della 6ª Armata, rimaste ancora agganciate a est del Don nei dintorni della città di Stalingrado e quindi molto lontane dai previsti assi principali di movimento delle colonne corazzate sovietiche.
Stalin, abbastanza scettico dopo tante delusioni sulle capacità del suo esercito di organizzare ed eseguire un piano così complesso e ambizioso, diede il suo consenso con riluttanza, rimanendo ansioso e dubbioso fino all'ultimo e, pur mettendo a disposizione le risorse necessarie e agendo con la sua nota energia per riorganizzare e potenziare le forze per l'imminente offensiva, organizzò nuove riunioni di pianificazione ed inviò in missione di controllo e coordinamento sui fronti coinvolti i generali Žukov, Vasilevskij e Voronov per controllare accuratamente i preparativi e sorvegliare la corretta esecuzione degli ordini.
Durante i mesi di settembre ed ottobre i generali Žukov e Vasilevskij, insieme a numerosi collaboratori, si recarono più volte ai quartier generali del Fronte di Stalingrado (sempre al comando del generale Andrej Erëmenko) e del Fronte del Don (passato al comando del generale Konstantin Rokossovskij), mentre venne organizzato (a partire dal 22 ottobre) un nuovo fronte, il Fronte Sud-Ovest, incaricato di sferrare l'attacco decisivo a partire dalle teste di ponte sul Don ed affidato al comando del giovane ed energico generale Nikolaj Vatutin. Durante questa lunga fase preparatoria il piano "Urano" (nome in codice della controffensiva) venne ulteriormente ampliato e pianificato nel dettaglio. Importanti contributi alla pianificazione operativa diedero il generale Erëmenko, che aveva già autonomamente prospettato un simile progetto offensivo e che evidenziò con gli alti comandi la necessità di sferrare un attacco concentrato e potente per sfondare completamente il fronte nemico ed avanzare subito in profondità con le colonne corazzate, ed anche il generale Vatutin (ex-collaboratore e uomo di fiducia di Vasilevskij).
La strategia dei generali Žukov e Vasilevskij, condivisa alla fine anche da Stalin che tuttavia rimase sempre molto preoccupato per la situazione all'interno della città di Stalingrado che nel mese di ottobre sembrava sul punto di cadere in mano tedesca, prevedeva di ridurre al minimo i deboli contrattacchi sferrati, a partire dai primi giorni di settembre, sui fianchi del grande saliente della 6ª Armata, che erano tutti completamente falliti anche se avevano attirato parte delle forze tedesche e disturbato molto il generale Paulus e il comando tedesco. Era necessario invece concentrarsi sull'organizzazione metodica e sistematica di grandi forze offensive da impiegare in massa sui deboli fianchi del raggruppamento tedesco di Stalingrado difesi inizialmente dalle truppe italiane, che si erano dimostrate particolarmente sensibili ai violenti attacchi delle forze sovietiche in agosto, e da ottobre affidati alle truppe rumene.

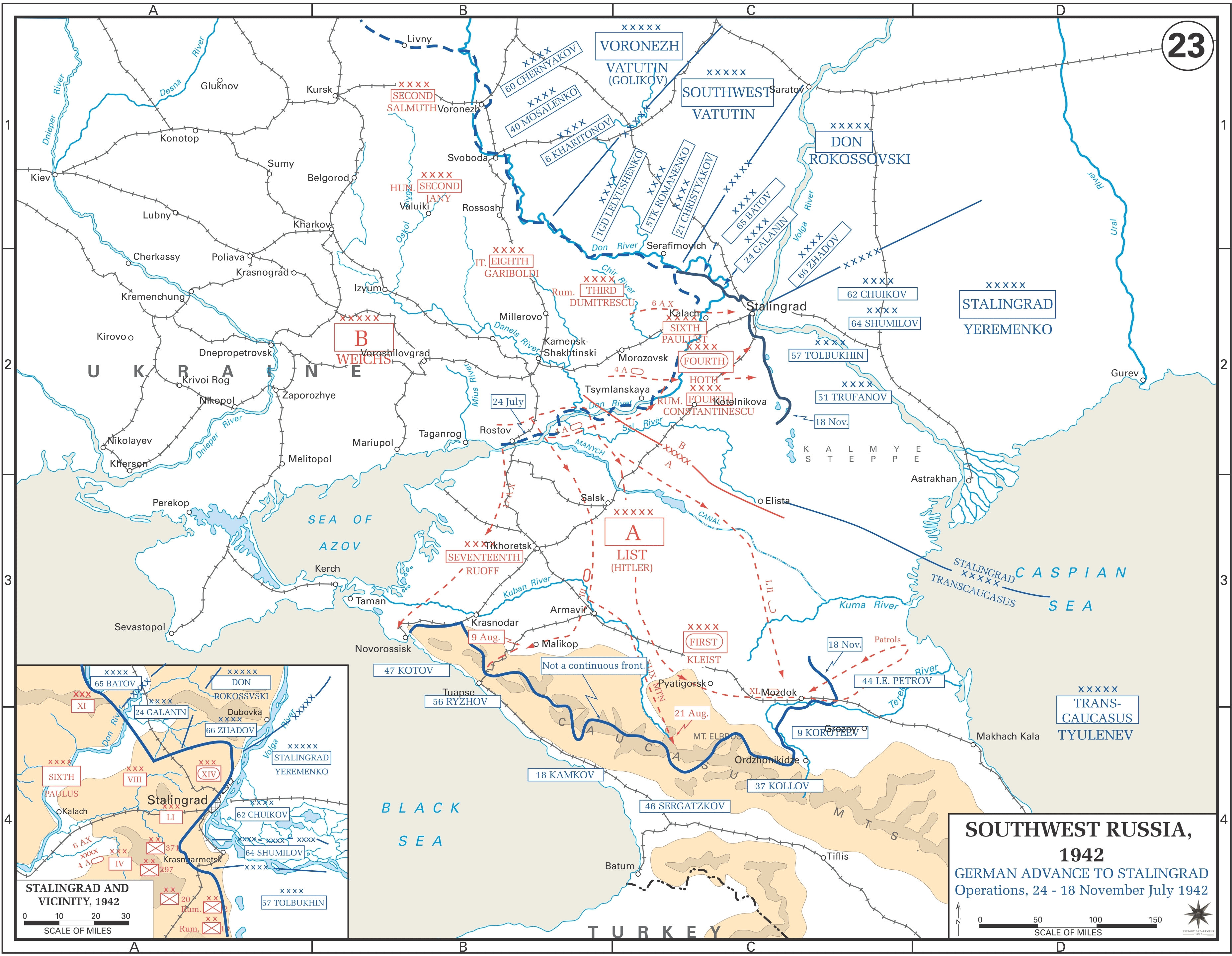
Situazione del settore meridionale del fronte orientale alla vigilia dell'operazione Urano.

A questo scopo il comandante della 62ª Armata, generale Čujkov succeduto ad Aleksandr Lopatin il 12 settembre, e i suoi uomini avrebbero dovuto continuare a battersi tenacemente in difesa per agganciare e logorare i tedeschi con il minimo di rinforzi e rifornimenti per evitare di essere sconfitti e ributtati nel Volga e per guadagnare il tempo necessario ad organizzare la controffensiva strategica sovietica. In pratica la 62ª Armata avrebbe dovuto combattere per portare all'esaurimento la 6ª Armata tedesca, mentre le truppe sovietiche fresche sarebbero state utilizzate per costituire le riserve necessarie per la gigantesca operazione il cui obiettivo, da conseguire con una serie di offensive "planetarie" (con nomi in codice astronomici: "Urano", "Saturno", "Marte", "Giove") era forse la distruzione del fronte dell'Asse sia a sud (Stalingrado-Caucaso) che nella regione centrale (Ržev-Vjazma)
In effetti sembra che durante una nuova riunione dello Stavka svoltasi dal 26 al 27 settembre con Stalin, Vasilevskij e Žukov venne non solo definitivamente approvata l'operazione Urano nel settore Don-Volga, di cui venne previsto l'inizio in un primo tempo già per il 20 ottobre, ma anche una nuova grande offensiva nel settore di Ržev (cosiddetta "operazione Marte") con l'obiettivo in parte di attirare l'attenzione delle riserve tedesche lontano dalla regione meridionale del fronte ma in parte anche di ottenere un successo decisivo nella regione a ovest di Mosca. La nuova operazione (a cui vennero assegnate forze molto ingenti) venne affidata da Stalin alla supervisione del generale Žukov, che tuttavia mantenne anche il controllo, insieme al generale Vasilevskij, della pianificazione e dell'organizzazione dell'operazione Urano.
Durante le conferenze di settembre dello Stavka vennero anche discusse ulteriori grandi offensive per sfruttare i previsti successi, e quindi si ipotizzarono un piano "Saturno" per completare la disfatta tedesca nel settore meridionale (che sarebbe stato poi definito nel dettaglio tra Stalin e Vasilevskij il 27 novembre) e forse anche un piano "Giove" per ampliare l'attacco sul fronte di Ržev. L'operazione "Marte" venne inizialmente stabilita per il 12 ottobre mentre "Urano" avrebbe dovuto avere inizio il 20 dello stesso mese, ma le grandi difficoltà e i ritardi nella costituzione delle forze offensive previste fecero successivamente slittare le date delle due offensive.

### Preparativi per l'offensiva
I preparativi per la controffensiva nel settore di Stalingrado (operazione Urano), che per le sue implicazioni strategiche ed anche politico-propagandistiche rimase l'operazione più importante dell'Armata Rossa tra quelle pianificate per la campagna d'inverno 1942-43, furono complessi e rallentati dai problemi logistici, dalle carenze organizzative sovietiche e dalla necessità di mascherare al nemico le intenzioni e i preparativi in corso. Divenne quindi inevitabile una serie di rinvii della data di inizio. Il generale Žukov aveva in un primo tempo richiesto quarantacinque giorni di tempo a Stalin per costituire le forze necessarie a raggiungere il successo che alla fine diventarono due mesi, da metà settembre a metà novembre, durante i quali le forze sovietiche del generale Čujkov dovettero sostenere i sanguinosi e drammatici combattimenti all'interno della città di Stalingrado.

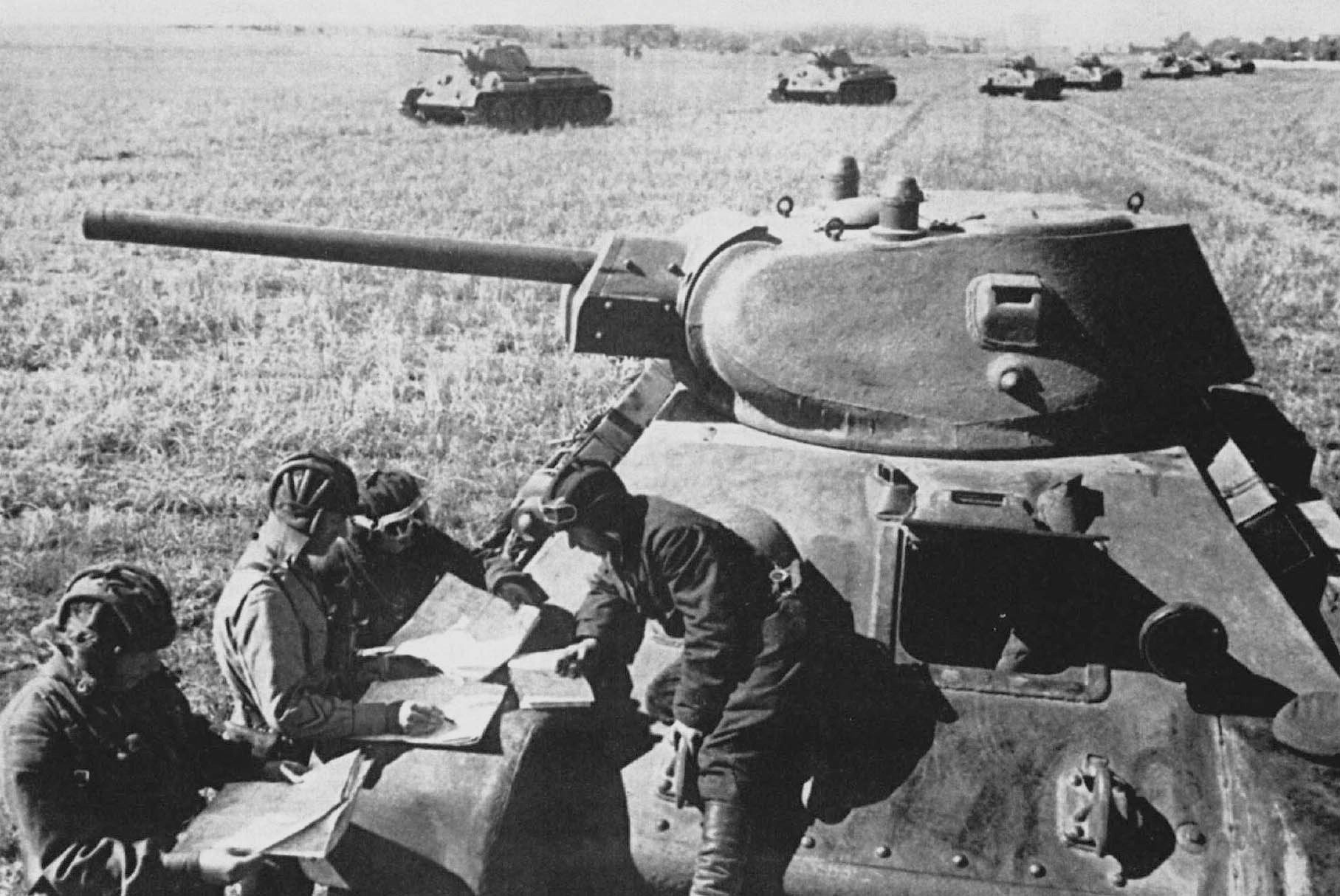
Gli equipaggi dei T-34 si preparano per l'offensiva generale.

In questa fase della guerra, la produzione bellica sovietica, grazie al decisivo apporto delle fabbriche di armamenti evacuate dalle regioni invase e trasferite al sicuro negli Urali e in Siberia, era già superiore quantitativamente, e in parte anche qualitativamente, a quella tedesca ed era molto sottovalutata dai servizi di informazioni dell'OKW (Oberkommando der Wehrmacht – alto comando della Wehrmacht). Le riserve meccanizzate dell'Armata Rossa vennero rafforzate e modernizzate con la costituzione delle nuove armate corazzate e di numerosi corpi carri, corpi meccanizzati e corpi di cavalleria autonomi. Anche l'artiglieria, di cui venne previsto dal suo capace comandante Nikolaj Voronov un impiego massiccio per frantumare le linee avversarie, venne fortemente potenziata: l'Amministrazione Centrale dell'Artiglieria dell'Armata Rossa (il GAU) si incaricò dell'afflusso dei cannoni (oltre 9 000 in totale) ed anche di oltre 1 000 lanciarazzi Katjuša. Il trasporto di una tale quantità di armamenti e delle relative munizioni ed equipaggiamenti fu reso ancor più difficile dalla limitatezza delle vie di comunicazioni a disposizione: solo tre linee ferroviarie principali erano disponibili per i trasporti, tutte e tre facenti capo ai grandi nodi di comunicazione di Saratov e Kamyšin; queste linee, coordinate dal generale P.A. Kabanov, non erano molto efficienti ed inoltre erano sottoposte ai costanti attacchi aerei della Luftwaffe.

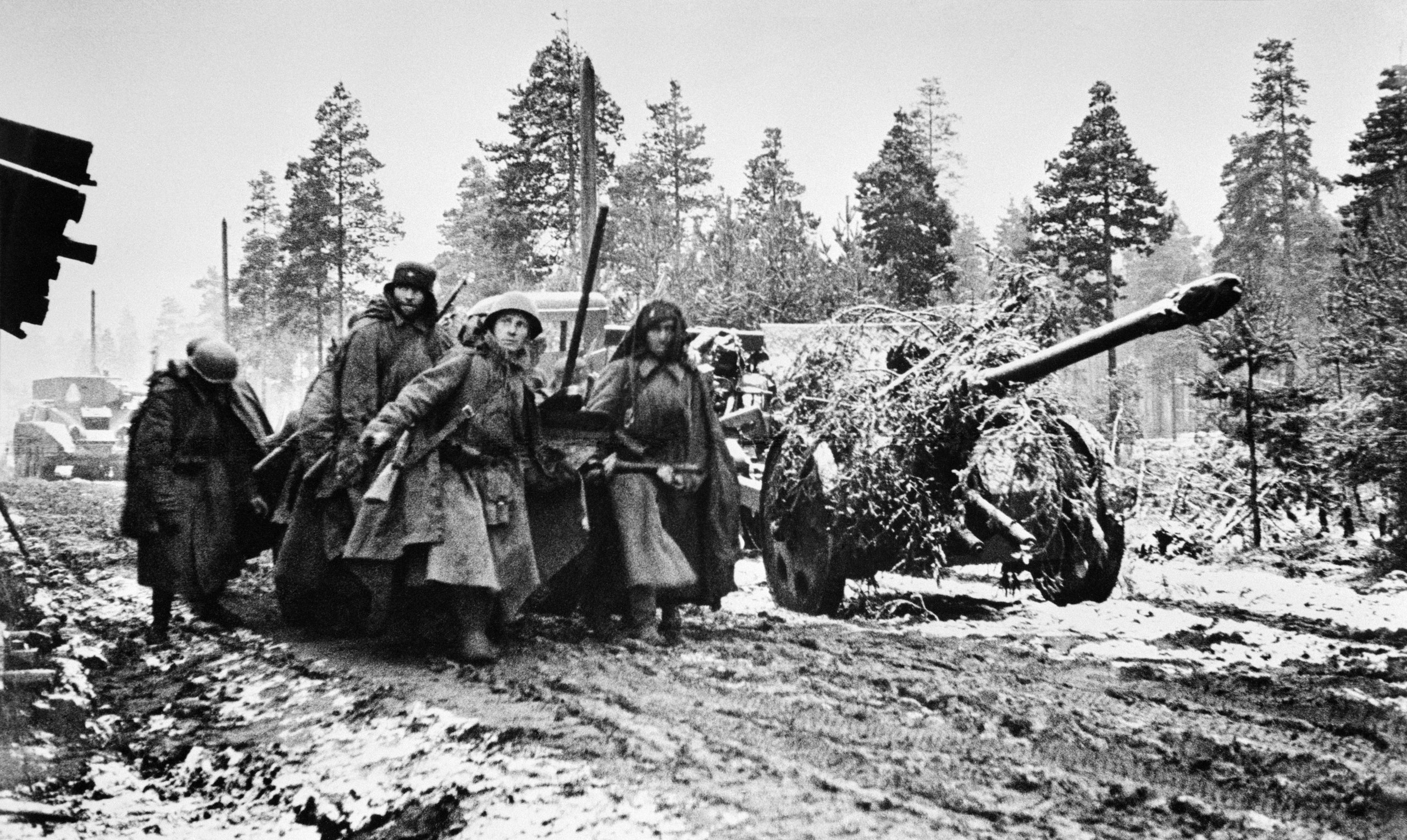
Novembre 1941: un reparto di artiglieria sovietico in movimento verso le postazioni di fuoco.

Nonostante queste gravi difficoltà il GAU riuscì a far affluire gli armamenti e i rifornimenti necessari ed in settembre ed ottobre oltre ai cannoni e ai lanciarazzi arrivarono ai tre fronti oltre 500 000 fucili, 80 000 armi automatiche, 17 000 mitragliatrici e le munizioni d'artiglieria da 76, 85 e 122 mm che resero possibile la costante crescita del cosiddetto boekomplektij (il quantitativo giornaliero di proiettili autorizzato per ogni cannone). Contemporaneamente continuava l'arrivo dei reparti organici assegnati di rinforzo ai tre fronti nel settore di Stalingrado: alla fine il Fronte Sud-Ovest (attivato dal 22 ottobre) ricevette cinque divisioni fucilieri, tre corpi carri e di cavalleria meccanizzata, una Brigata corazzata, tredici reggimenti di artiglieria e sei reggimenti di lanciarazzi; il Fronte del Don tre divisioni fucilieri; il Fronte di Stalingrado due divisioni e tre brigate fucilieri, tre corpi meccanizzati, tre brigate carri e due reggimenti di artiglieria.
Molto difficile infine risultò l'attraversamento, da parte di queste forze massicce, del Volga e del Don per raggiungere le loro posizioni di schieramento prima dell'attacco; sul Fronte di Stalingrado del generale Erëmenko, i genieri sovietici organizzarono una serie di "zone di attraversamento" sul Volga su ponti di barche che permisero il passaggio dei soldati e dell'equipaggiamento leggero, mentre i mezzi corazzati passarono il fiume su chiatte e battelli, prevalentemente di notte fino al 15 novembre. Con questi metodi tra il 1° e il 20 novembre attraversarono il fiume 160 000 uomini, 10 000 cavalli, 430 carri armati, 6 000 cannoni e mortai, 14 000 veicoli, mentre sul Don l'Armata Rossa organizzò venti ponti mobili e ventuno traghetti per trasportare oltre il fiume nelle teste di ponte uomini e mezzi assegnati di rinforzo al Fronte Sud-Ovest ed al Fronte del Don.
Infine anche le forze aeree vennero molto rinforzate sotto la guida dei generali A.A. Novikov e G.A. Vorožejkin, nuovi comandanti dell'aviazione sovietica; la 17ª e la 2ª Armata aerea vennero assegnate al generale Vatutin, la 16ª Armata aerea al generale Rokossovskij, mentre venne molto rafforzata anche l'8ª Armata aerea dipendente dal generale Erëmenko; equipaggiate con oltre 1 100 aerei, tra cui nuovi caccia ed aerei d'attacco al suolo, per la prima volta le forze aeree sovietiche giocarono un ruolo veramente efficace nelle operazioni.

### Errori di Hitler e del comando tedesco

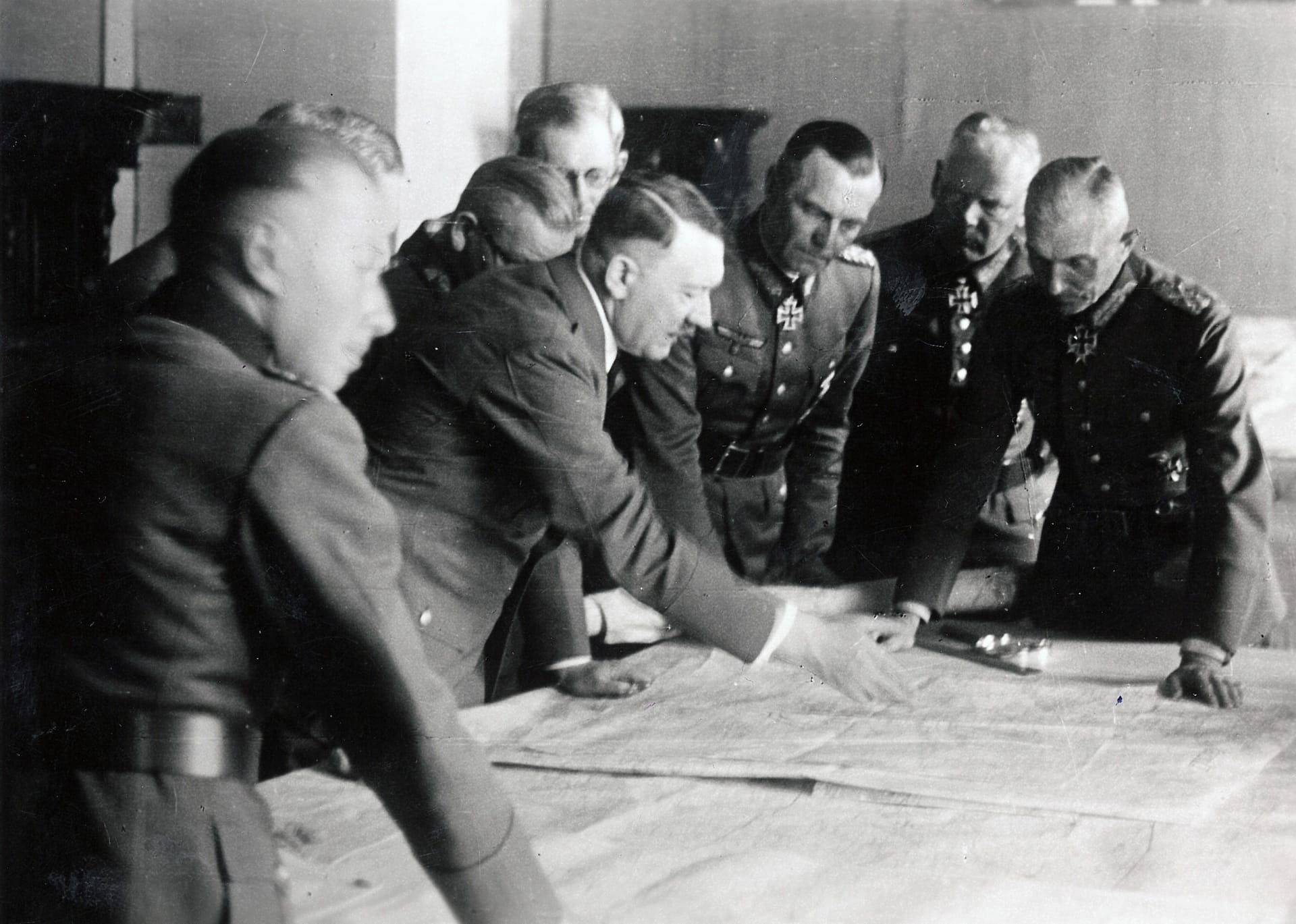
Riunione al Quartier generale di Hitler; si riconoscono i generali Friedrich Paulus (alla sinistra del Führer) e Maximilian von Weichs (con gli occhiali).

Hitler, l'OKW e anche l'OKH decisero nell'autunno 1942, nonostante l'evoluzione strategica globale nel complesso sfavorevole al Terzo Reich, di mantenere le posizioni raggiunte sul fronte orientale e rimanere abbarbicati tenacemente a Stalingrado senza predisporre una ritirata prima dell'inverno su posizioni più arretrate e difendibili. Tale rischiosa decisione non derivò soltanto (come ha ripetuto per anni la storiografia occidentale fondata sulle reticenti versioni dei generali tedeschi sconfitti) dall'ostinazione hitleriana, supportata dai suoi fedelissimi (Göring, Keitel, Jodl), legata prevalentemente a istanze politiche, ma anche da considerazioni geostrategiche, militari e di politica della guerra condivise in parte da quasi tutti i membri dell'Alto comando tedesco.
In dettaglio, gli elementi che spinsero il Comando supremo tedesco a mantenere le posizioni faticosamente raggiunte dentro e attorno a Stalingrado durante l'inverno furono:
- il convincimento, diffuso tra alcuni alti ufficiali della Wehrmacht (i generali Halder[31], Zeitzler, successore di Halder alla testa dell'OKH, e anche Paulus e Weichs, comandanti rispettivamente della 6ª Armata e del Gruppo d'Armate B) che l'Armata Rossa, ancora temibile in difesa, non fosse in grado (anche per incapacità tecnico-operativa a livello di comando e di condotta delle truppe) di architettare, organizzare e condurre una controffensiva di ampiezza strategica (concezione apparentemente confermata dai ripetuti fallimenti sovietici nelle controffensive invernali e di primavera 1941-42)[32];
- la convinzione (proveniente principalmente dai generali von Weichs e Paulus) che le difficoltà maggiori per la 6ª Armata durante l'inverno sarebbero state soprattutto di natura logistica piuttosto che operativa; vennero quindi fatti notevoli sforzi di pianificazione e organizzazione, a livello di Gruppo d'armate B e di OKH, per ridurre queste carenze[33];
- la fiducia (affermata da Göring, ma anche da un capace comandante come il generale Wolfram von Richthofen) da parte della Luftwaffe di poter rallentare e fermare con attacchi aerei l'organizzazione e la conduzione di un'offensiva sovietica su grande scala;
- la necessità politica da parte di Hitler di resistere vittoriosamente a Stalingrado per motivi di prestigio personale (dopo le sue ripetute affermazioni pubbliche di sicura vittoria) ma anche per mantenere la coesione delle sue alleanze (Italia e Romania in primis) e per controbilanciare a livello internazionale gli effetti deprimenti della controffensiva anglosassone in Nord Africa[34];
- le ripetute ed ottimistiche affermazioni del Servizio Informazioni dell'OKH (guidato dal generale Reinhard Gehlen) riguardanti l'impossibilità per i sovietici di sferrare offensive strategiche (che peraltro erano previste come principalmente dirette contro il Gruppo d'armate Centro e quindi il saliente di Ržev, lontano da Stalingrado[35]).

Movimenti del fronte durante e dopo l'operazione Urano

In effetti per settimane durante i mesi di settembre ed ottobre i generali Zeitzler e Gehlen mantennero un notevole ottimismo sulla situazione generale e considerarono con scetticismo le possibilità di una grande controffensiva sovietica; in particolare Gehlen allertò i comandi solo su possibili attacchi di alleggerimento sul fronte di Ržev od eventualmente nel settore del medio Don difeso dall'8ª Armata italiana. Anche Hitler, temendo un attacco sovietico in direzione di Rostov, secondo lo schema già adottato dall'Armata Rossa nel 1920 per sconfiggere il generale dell'Armata Bianca Denikin, e avendo scarsa fiducia sulle capacità di resistenza delle truppe italiane, aveva prestato particolare attenzione fin da agosto a questo settore che venne quindi opportunamente rinforzato. Vennero inviate a sostegno delle divisioni italiane tre divisioni di fanteria tedesche (62ª, 294ª e 298ª), inserite nelle linee secondo il concetto tattico del Führer delle cosiddette "stecche di balena", vari reparti anticarro e soprattutto la 22. Panzer-Division (22ª divisione corazzata).
Solo la settimana prima dell'inizio dell'operazione Urano, il generale Gehlen, di fronte ai crescenti concentramenti nemici nel settore rumeno del Don, lanciò finalmente l'allarme sul fronte di Stalingrado, spingendo Hitler e il comando tedesco a trasferire d'urgenza dietro il fronte della 3ª Armata rumena una parte delle forze tedesche assegnate all'8ª Armata italiana, ed in particolare la 22. Panzer-Division (a partire dal 10 novembre). Paradossalmente, sembra che proprio Hitler abbia avvertito maggiormente la pericolosità della situazione, come confermato dai suoi ripetuti ordini diramati alle truppe (a partire dalla Direttiva generale n. 1 del 14 ottobre 1942) in vista di una dura battaglia difensiva invernale da condurre con tenacia e disciplina sulle posizioni raggiunte. Dopo le esperienze dell'inverno 1941-42, Hitler considerava suicida una battaglia difensiva invernale condotta in ritirata allo scoperto; considerazioni in parte confermate dall'andamento delle operazioni e dalla disastrosa ritirata invernale dell'ARMIR.
Inoltre il Führer fin dal 3 novembre aveva disposto il trasferimento della 6. Panzer-Division dalla Francia verso il fronte orientale, mentre era in studio l'invio anche della 11. e della 17. Panzer-Division dal Gruppo d'armate Centro al Gruppo d'armate B. Le deduzioni finali del generale Gehlen furono tardive, ed anche le disposizioni di Hitler non giunsero in tempo: il 19 novembre solo la 22. Panzer-Division (con pochi mezzi e piuttosto disorganizzata) era sul posto dietro il fronte rumeno inquadrata nel XXXXVIII Panzerkorps (48º corpo corazzato – formazione in cui il Führer aveva piena fiducia ma in realtà piuttosto debole e con uno scarso numero di carri armati), mentre le divisioni corazzate di riserva di cui era stato previsto l'arrivo erano ancora molto lontane dal fronte minacciato.

## L'offensiva sovietica
(Frase pronunciata da Stalin il 6 novembre 1942 in occasione della ricorrenza della Rivoluzione d'ottobre)

### Le forze sovietiche e la pianificazione finale
In sintesi il piano dell'Alto comando sovietico prevedeva di attaccare i due lati del saliente di Stalingrado, determinato dal profondo incunearsi della 6ª Armata nel fronte meridionale sovietico, e accerchiare il più rapidamente possibile tutte le forze dell'Asse schierate nel settore. La resistenza sovietica a Stalingrado, a parte gli aspetti propagandistici legati al nome della città, ebbe, quindi, due importanti conseguenze. In primo luogo, impedì alla Wehrmacht di attestarsi saldamente sul Volga, interrompendo i collegamenti sovietici con i campi petroliferi caucasici. In secondo luogo, diede allo Stavka il tempo necessario a portare in linea forze adeguate alla grande manovra programmata.
Per raggiungere gli ambiziosi risultati previsti lo Stavka potenziò le forze meccanizzate destinate ad un ruolo decisivo nell'operazione. I corpi carri e meccanizzati vennero fatti affluire dalle riserve strategiche nelle retrovie, come il 1º Corpo corazzato e il 26º Corpo corazzato che furono assegnati al generale Vatutin, o vennero freneticamente ricostituiti dopo le catastrofiche perdite estive, come il potente 4º Corpo meccanizzato, sorto dalla trasformazione e ricostituzione del 28º Corpo corazzato distrutto a luglio ed assegnato al generale Erëmenko. Il 4º Corpo meccanizzato, equipaggiato con carri armati moderni e rinforzato con equipaggi veterani o appena dimessi dagli ospedali militari dopo essere stati feriti nelle precedenti battaglie, si trasferì segretamente su piattaforme ferroviarie dotate di forti difese anti-aeree fino alle posizioni di immediato rincalzo, e rimase fermo in aree mimetizzate fino agli ultimi giorni di preparazione. Queste formazioni mobili vennero equipaggiate con gli eccellenti carri armati T-34 e riorganizzate per condurre avanzate veloci in profondità, senza attardarsi in scontri parziali e senza ricercare cariche allo scoperto contro i cannoni anticarro tedeschi.
Secondo la nuova importante direttiva di Stalin (appoggiata dai più esperti comandanti carristi come i generali Jakov Fedorenko, Pavel Rotmistrov e Michail Katukov) sulla condotta delle operazioni con mezzi corazzati (la n. 325 dell'ottobre 1942), il compito dei nuovi corpi meccanizzati, organizzati come "scaglioni di sviluppo del successo" (ėšelon razvitija uspecha – ERU), doveva consistere nello sfruttamento in profondità, alla massima velocità e alla massima distanza, degli sfondamenti ottenuti con la fanteria e l'intervento dell'artiglieria, disgregando le riserve del nemico, seminando il panico e la confusione nelle retrovie e nei comandi avversari.
Queste tattiche molto rischiose avrebbero provocato forti perdite (le formazioni dovevano operare in profondità, anche isolate, nel cuore del territorio nemico, esposte a volte ai micidiali contrattacchi delle esperte Panzer-Division tedesche) e gravi difficoltà logistiche (a causa della carenza di autocarri dei sovietici), ma nel complesso risultarono efficaci e sorpresero inizialmente i comandi e le truppe tedesche abituati alle confuse e disordinate cariche frontali allo scoperto dei corazzati e delle fanterie sovietiche.
I concentramenti principali per gli attacchi avvennero a circa 200 km a nord-ovest di Stalingrado e a 100 km a sud della città. A nord-ovest il Fronte Sud-Ovest del generale Nikolaj Vatutin avrebbe sferrato la sua offensiva con la 5ª Armata corazzata delle guardie e la 21ª Armata (mentre la 1ª Armata delle guardie avrebbe protetto il fianco destro contro possibili interventi dell'8ª Armata italiana), e il Fronte del Don del generale Konstantin Rokossovskij avrebbe attaccato con la 65ª, 24ª e 66ª Armata. A sud della città il cosiddetto Fronte di Stalingrado (generale Andrej Erëmenko) avrebbero attaccato con la 51ª, 57ª e 64ª Armata. Secondo i progetti definitivi elaborati dallo Stato maggiore sovietico, l'offensiva avrebbe avuto inizio prima a nord sul fronte del Don (settori dei generali Vatutin e Rokossovskij) dove le forze corazzate avrebbero dovuto percorrere una distanza maggiore (circa 120 km) e avrebbero dovuto anche attraversare il fiume prima di raggiungere l'area a sud di Kalač dove era previsto il congiungimento di tutte le forze mobili, mentre il giorno successivo sarebbe passato all'attacco a sud anche il fronte del generale Erëmenko che, dovendo avanzare per 90 km, aveva bisogno in teoria di minore tempo per raggiungere l'area a sud di Kalač.

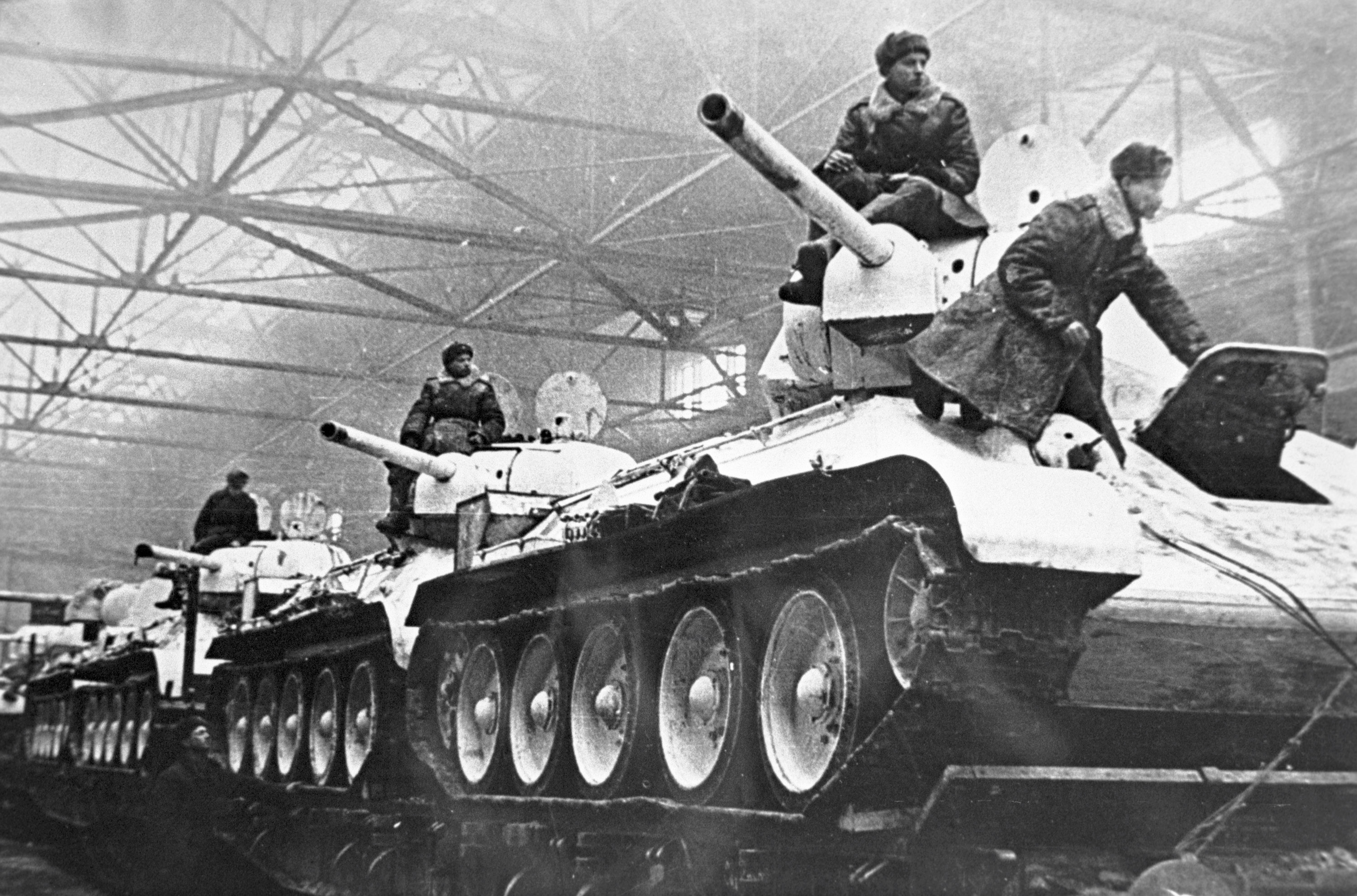
I carri armati T-34 escono dalle fabbriche sovietiche per essere inviati al fronte.

Venne sottolineato dallo Stato maggiore sovietico e dai comandanti dei tre fronti la necessità per le forze corazzate di avanzare alla massima velocità e di dirigere risolutamente verso gli obiettivi previsti, in modo da concludere l'operazione con il congiungimento dei due raggruppamenti offensivi a sud dell'ansa del Don entro il terzo o il quarto giorno dell'offensiva, senza dare tempo alle forze nemiche di rischierare le riserve o di sfuggire all'accerchiamento.
Le manovre di mascheramento (Maskirovka nella terminologia dell'Armata Rossa) si rivelarono efficaci nonostante una serie di interventi della Luftwaffe sulle linee ferroviarie, sulle colonne in avvicinamento e sui ponti sul Don e sul Volga; in particolare gli spostamenti delle forze meccanizzate vennero effettuati nel massimo segreto, all'ultimo momento, nell'imminenza dell'inizio di Urano, potenziando al massimo le misure di sicurezza e inganno. Solo pochi giorni prima dell'inizio dell'offensiva i corpi carri attraversarono di nascosto il Don per portarsi sulle posizioni di partenza nelle teste di ponte a sud del fiume.
La sorpresa ebbe successo in parte a causa anche dello scetticismo tedesco sull'abilità sovietica di portare a termine un'operazione così ambiziosa. I tedeschi, consapevoli del possibile pericolo sui fianchi, non avendo individuato in tempo la consistenza offensiva dello schieramento nemico, non valutarono correttamente l'entità della minaccia che incombeva sulle forze tedesco-rumene. In particolare non venne individuata, fino agli ultimi giorni, la presenza nell'area di Serafimovič della 5ª Armata corazzata delle guardie del generale Pavel Romanenko, dotata di 500 carri armati – 1º e 26º Corpo corazzato – e pronta a sbucare dalla testa di ponte, né venne ipotizzata, fino al giorno prima dell'attacco, una possibile doppia manovra d'accerchiamento nemica.
Nel complesso avrebbero preso parte all'operazione oltre un milione di soldati sovietici, 1 550 carri armati (quattro corpi carri – 1º, 26º, 4º, 16º – tre corpi meccanizzati – 1º delle guardie, 13º e 4º – e due corpi di cavalleria – 8º e 3º delle guardie), 22 019 cannoni e mortai e 1 529 aerei.

### Le difese tedesco-rumene
I punti d'attacco principali scelti dall'Alto comando sovietico offrivano le maggiori probabilità di ottenere risultati positivi: i tratti di fronte attaccati, posizionati ai due lati del raggruppamento tedesco impegnato nell'area di Stalingrado (6ª Armata e parte della 4ª Armata corazzata) erano difesi dal mese di ottobre dalle due armate rumene impiegate sul fronte orientale. A nord (sulla linea del Don) la 3ª Armata rumena, con sulla sua sinistra l'ARMIR italiano, sarebbe stata attaccata dalle forze del Fronte Sud-Ovest del generale Vatutin e da parte del Fronte del Don del generale Rokossovskij; a sud della città sul Volga, nella regione dei laghi salati Caca e Barmancak, la ancor più debole 4ª Armata rumena avrebbe subito l'attacco delle armate del Fronte di Stalingrado del generale Erëmenko. Più difficile sarebbe risultato invece il compito delle forze principali del Fronte del Don che dovevano passare all'offensiva nel settore del fiume sulla destra dei rumeni difeso dal molto più solido XI Corpo d'armata tedesco (generale Karl Strecker) e nel cosiddetto "istmo", l'area compresa tra il corso parallelo verso sud del Don e del Volga, difeso dalle due divisioni fanteria dell'VIII Corpo d'armata tedesco (generale Walter Heitz), formazioni appartenenti all'ala sinistra della 6ª Armata.

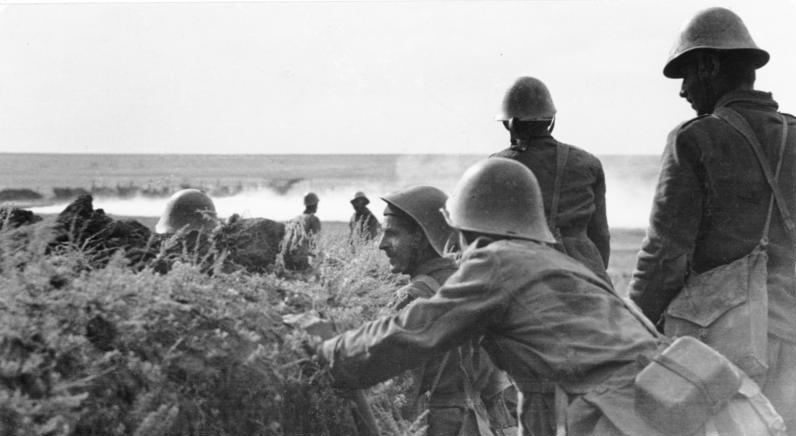
Soldati rumeni sul fronte orientale.

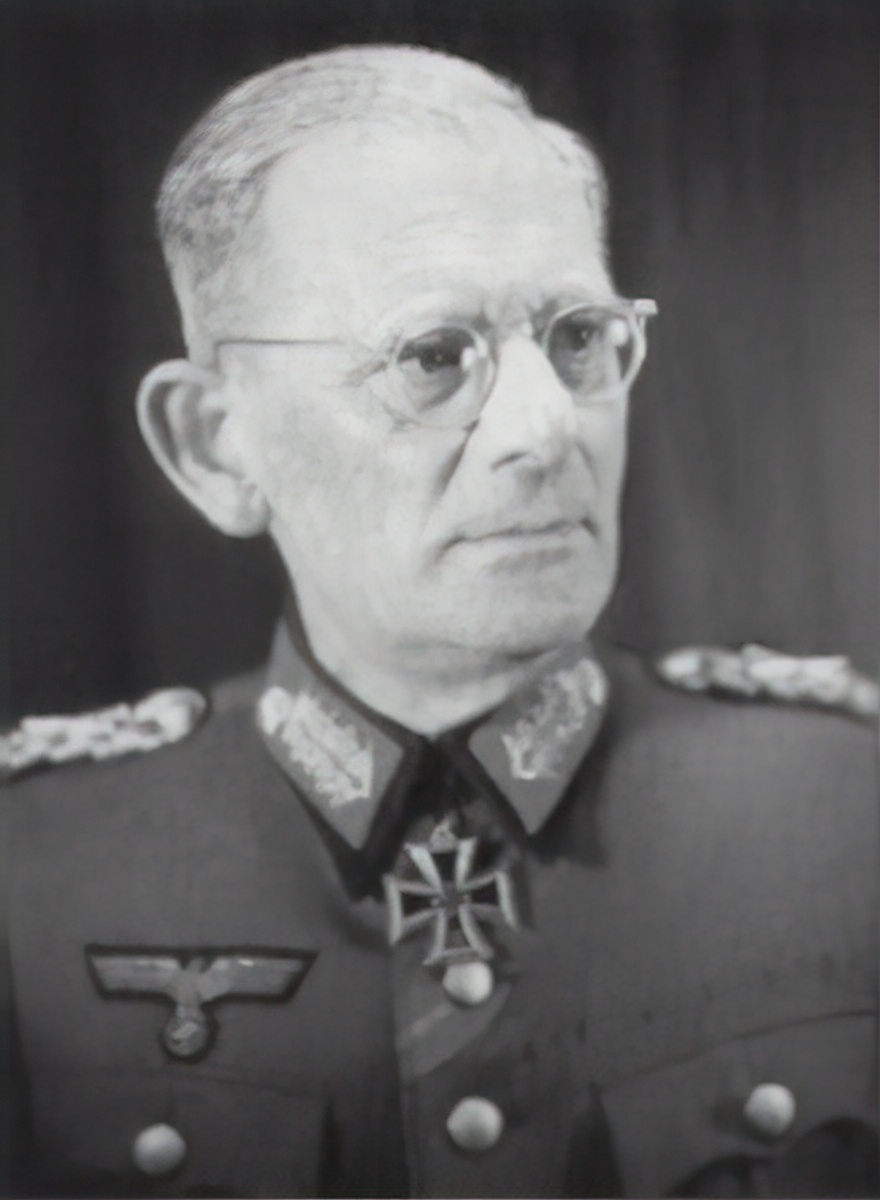
Il generale Maximilian von Weichs, comandante del Gruppo d'armate B.

La 3ª Armata rumena, al comando del generale Petre Dumitrescu, difendeva, dopo aver in parte sostituito i reparti italiani spostati più a nord, il pericoloso settore del Don con le teste di ponte sovietiche di Serafimovič e Kletskaja con otto divisioni di fanteria e una divisione di cavalleria divise in quattro corpi d'armata (1º, 2º, 4º e 5º). L'armata era schierata lungo una linea di fortificazioni campali con scarse riserve tattiche e con limitate difese anticarro; erano disponibili solo 60 cannoni anticarro da 75 mm potenzialmente efficaci contro i carri armati medi e pesanti sovietici. Il generale Dumitrescu aveva avvertito fin dalla fine di settembre il comando del Gruppo d'armate B della precaria posizione della sua armata di fronte alle teste di ponte sovietiche ed aveva proposto di respingere il nemico oltre il Don con l'impiego delle forze rumene potenziate da reparti tedeschi, ma il suo piano era stato subito respinto dal comando tedesco, a corto di riserve ed alle prese con i combattimenti sempre più duri a Stalingrado. Nel complesso i più di 100 000 soldati inquadrati nella 3ª Armata rumena godevano di buon morale e combattività, avevano ricevuto rimpiazzi (sebbene la 13ª e 14ª Divisione fanteria fossero ancora seriamente debilitate) ed erano stati riequipaggiati e riorganizzati; tuttavia gli uomini a disposizione non erano abbastanza per coprire adeguatamente la linea del fronte (circa 20 km per ogni divisione, il doppio della lunghezza raccomandata), mine e filo spinato erano insufficienti, mentre le scorte di proiettili d'artiglieria erano buone solo per alcuni calibri..
Peggiore era invece la situazione in cui versava la 4ª Armata rumena del generale Tancred Constantinescu, appena costituita in previsione di inserirla, dopo la conquista di Stalingrado, nel nuovo "Gruppo d'armate tedesco-rumeno del Don" al comando nominale del dittatore rumeno generale Ion Antonescu di cui era in corso l'organizzazione. Questa formazione disponeva nel settore dei laghi salati di circa 75 000 soldati demoralizzati ripartiti in cinque divisioni fanteria e due divisioni cavalleria non ancora potenziate come le unità della 3ª Armata e tutte con meno del 50% degli effettivi (tranne la 5ª e 8ª Divisione cavalleria circa al 60%; la 18ª Divisione fanteria al 78% e la 1ª Divisione fanteria al 25%) a loro volta divise in due corpi d'armata (6º e 7º); il settore affidato ad ogni divisione era eccessivamente ampio ed erano disponibili solo trentaquattro cannoni anticarro da 75 mm. La 4ª Armata rumena era anche imperfettamente inquadrata: il passaggio del controllo delle relative divisioni da parte della 4ª Armata corazzata tedesca era previsto per il giorno 21, e venne frettolosamente anticipato al 20 a causa dell'attacco sovietico. I rapporti di questi contingenti "satelliti" con i reparti tedeschi teoricamente in "fratellanza d'armi" non erano molto solidi..
Nell'attacco sovietico vennero anche coinvolte le tre divisioni di fanteria dell'XI Corpo d'armata tedesco (44ª, 376ª e 384ª Divisione fanteria) che difendevano il corso del Don a est di Kletskaja, e le due divisioni (76ª e 113ª Divisione fanteria) dell'VIII Corpo d'armata tedesco che sbarravano, sull'ala sinistra della 6ª Armata, il terreno compreso tra il Volga e il Don, che vennero attaccate dalle armate del Fronte del Don del generale Rokossovskij. Alla sinistra della 3ª Armata rumena erano schierate le forze del XVII Corpo d'armata tedesco (generale Karl Hollidt), dipendente dall'8ª Armata italiana, con le divisioni "Pasubio" e "Sforzesca" e la 62ª Divisione fanteria tedesca.
Infine, le riserve mobili tedesche, affrettatamente costituite nella seconda settimana di novembre di fronte alla crescente minaccia nemica nel settore richiamando alcuni reparti da Stalingrado (elementi meccanizzati della 14. Panzer-Division) e trasferendo d'urgenza le formazioni corazzate stanziate dietro il fronte dell'8ª Armata italiana (22. Panzer-Division), erano assolutamente insufficienti. Si trattava del XXXXVIII Panzerkorps del generale Ferdinand Heim con circa 200 carri armati tedeschi e rumeni (14. e 22. Panzer-Division – 74 panzer in totale – e 1ª Divisione corazzata rumena – 108 o 105 carri armati di origine prevalentemente ceca) e di una serie di reparti improvvisati anticarro e Panzerjäger (semoventi cacciacarri) raggruppati nel Kampfgruppe Simons. Nelle retrovie del fronte rumeno e fino alla regione dell'ansa del Don erano presenti numerose formazioni logistiche e amministrative tedesche che potevano all'occorrenza organizzare reparti difensivi di blocco. La maggior parte dei carri della 6ª Armata (il XIV Panzerkorps del generale Hans-Valentin Hube con 84 carri armati e la 24. Panzer-Division con 58 mezzi corazzati) erano rimasti a est del Don impegnati direttamente a Stalingrado, ed anche il trasferimento sul Don della ben equipaggiata 29ª Divisione motorizzata, dotata di 52 carri armati moderni e schierata nelle retrovie della 4ª Panzeramee come riserva, non venne autorizzato dall'alto comando tedesco ancora non del tutto consapevole della minaccia nemica.

### L'offensiva sul fronte del Don
Dopo un nuovo rinvio il 9 novembre, si tenne il 13 novembre un'ultima riunione alla presenza di Stalin in cui vennero chiariti gli ultimi dettagli; Žukov e Vasilevskij presentarono un rapporto definitivo evidenziando i notevoli risultati raggiunti nell'organizzazione e nello schieramento delle forze, e manifestarono ottimismo sulla riuscita dell'operazione. Stalin, pur irritato dai rinvii dell'attacco e preoccupato per la situazione a Stalingrado, dove la 62ª Armata del generale Čujkov era sottoposta a nuovi, violenti attacchi e sembrava sul punto di crollare, finì per approvare le proposte dei due generali e la conferenza si concluse positivamente. Stalin quindi, dopo un'ultima controversia il 17 novembre a seguito del pessimismo manifestato in un primo momento dal generale Vasilij Timofeevič Vol'skij (comandante del 4º Corpo meccanizzato), diede via libera ai piani dello Stato maggiore generale: venne deciso il 19 novembre come giorno dell'inizio dell'operazione Urano e il generale Vasilevskij, che aveva dato prova di calma, preparazione ed efficienza, venne incaricato dal dittatore di coordinare sul posto i tre fronti dei generali Vatutin, Erëmenko e Rokossovskij. Nei giorni successivi quindi Vasilevskij si spostò ripetutamente nei vari comandi avanzati sul fronte per sollecitare la massima velocità ed efficienza delle operazioni, mentre, contrariamente ad una tradizione storiografica, nella fase operativa il ruolo di Žukov, importantissimo riguardo alla parte ideativa e organizzativa dell'operazione Urano, divenne minimo, dato che il generale venne dirottato da Stalin sul fronte di Ržev per organizzare e condurre l'operazione Marte che avrebbe avuto inizio il 25 novembre e sarebbe terminata ai primi di dicembre con un costoso fallimento.

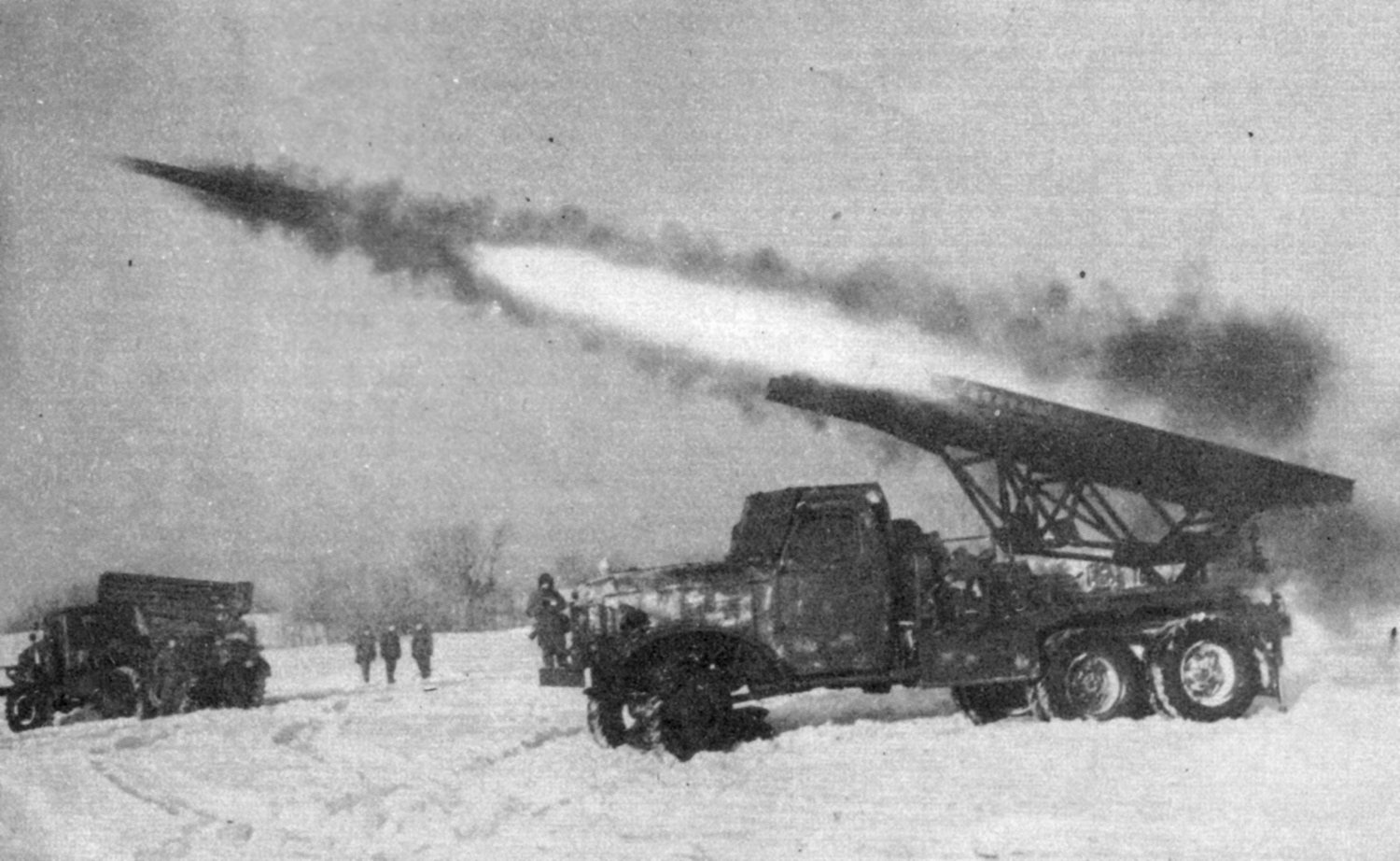
Lanciarazzi BM-13 Katjuša aprono il fuoco contro le linee dell'Asse.

L'attacco, confermato definitivamente dall'Alto comando sovietico con la comunicazione della parola in codice "sirena", scattò alle 07:20 del 19 novembre 1942 sul fronte del Don, dove i sovietici disponevano delle grosse teste di ponte di Serafimovič e Kletskaja, con una preparazione d'artiglieria di 3 500 pezzi che però, a causa della scarsa visibilità provocata dalla fitta nebbia, non ottenne tutti i risultati previsti, mentre anche l'aviazione sovietica dovette rinviare i suoi interventi alla tarda mattinata. Dopo circa 80 minuti di fuoco le fanterie sovietiche della 5ª Armata corazzata del generale Romanenko e della 21ª Armata del generale Čistjakov (appartenenti al Fronte Sud-Ovest), con il morale molto alto, sferrarono l'attacco con grande energia e con il sostegno dei carri armati, anche se i rumeni, pur scossi dall'imprevista violenza dell'offensiva, inizialmente si batterono bene. Dopo aver superato facilmente la prima linea difensiva, i soldati sovietici subirono forti perdite sulla posizione di resistenza principale nemica, mentre anche le postazioni dell'artiglieria tedesco-rumena, solo in parte neutralizzate dal fuoco dei cannoni sovietici, intervennero con efficacia.
Nelle prime ore, quindi, le divisioni di fucilieri sovietiche del Fronte Sud-Ovest del generale Vatutin ebbero notevoli difficoltà, e solo la 47ª Divisione fucilieri delle guardie nel settore di Serafimovič e la 293ª Divisione fucilieri in quello di Kletskaja riuscirono ad avanzare di 2–3 km, mentre le altre divisioni d'assalto della 5ª Armata corazzata (119ª e 124ª Divisione fucilieri) e della 21ª Armata (63ª, 65ª e 96ª Divisione fucilieri) fecero pochi progressi. Nel settore della 65ª Armata del generale Batov, appartenente al Fronte del Don del generale Rokossovskij, attaccarono la 304ª e la 76ª Divisione fucilieri ed ottennero qualche successo avanzando in serata di 3–5 km a causa dell'aspra resistenza della 1ª Divisione cavalleria rumena e del terreno irregolare. Di fronte alle difficoltà superiori al previsto per sfondare in profondità le linee rumene, il generale Vatutin decise, per accelerare i tempi e risolvere in modo definitivo la situazione, di anticipare a mezzogiorno l'intervento in massa delle sue riserve corazzate, destinate originariamente ad entrare in campo solo dopo il completo superamento delle difese nemiche.

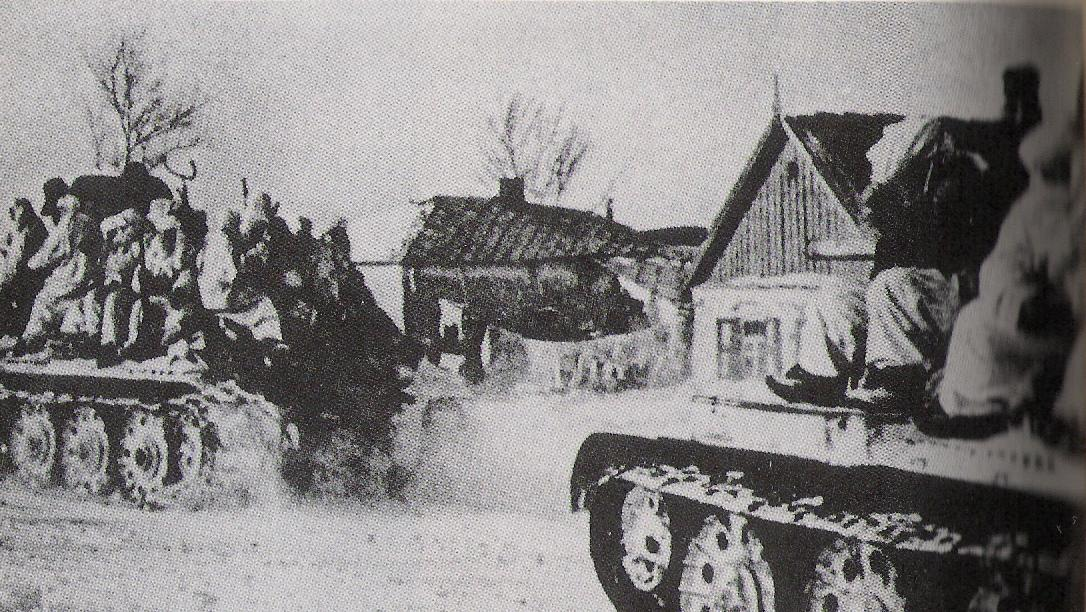
Carri armati sovietici T-34 con fucilieri in tuta mimetica invernale, avanzano durante i giorni dell'operazione Urano.

L'intervento in massa dei corpi carri, a partire dalle ore 12:00, ebbe un effetto decisivo: dalla testa di ponte di Serafimovič avanzarono in colonne compatte i carri armati della 5ª Armata corazzata del generale Romanenko (circa 500 mezzi corazzati in totale). Il 1º Corpo corazzato del generale Vasilij V. Butkov, impegnato nel settore della 47ª Divisione fucilieri delle guardie, ebbe qualche difficoltà nel settore di Blinovskij e solo alle ore 14:00 raggiunse le linee nemiche superando quindi la resistenza della 14ª Divisione fanteria rumena e avanzando entro la notte di oltre 10 km fino alla periferia settentrionale di Ust'-Metvedinskij dove i carri di punta entrarono in contatto con le avanguardie della 22. Panzer-Division; più a ovest la 47ª Divisione fucilieri delle guardie affrontò le prime unità della 7ª Divisione cavalleria rumena proveniente da Pronin. I carri del 1º Corpo furono subito seguiti nell'area dello sfondamento dall'8º Corpo di cavalleria del generale Borisov che conquistò Blinovskij, avanzò di altri 5 km e attaccò la cavalleria rumena. Contemporaneamente si era messo in movimento anche il 26º Corpo corazzato del generale Aleksej Grigor'evič Rodin, sempre appartenente alla 5ª Armata corazzata, che attaccò nel settore della 119ª e 124ª Divisione fanteria e, diviso in quattro colonne, proseguì in avanti; mentre due brigate carri furono duramente impegnate a sostenere le divisioni di fucilieri per superare l'aspra resistenza rumena, la 157ª Brigata corazzata del colonnello Ivanov effettuò un ampio movimento aggirante e nella notte avanzò con poca difficoltà per oltre 22 km raggiungendo il terreno libero alle spalle delle linee difensive nemiche.
Nella testa di ponte di Kletskaja la 21ª Armata del generale Čistjakov alle ore 12:00 portò avanti, nel settore della 76ª e 293ª Divisione fucilieri, le sue forze mobili provocando, dopo quella avvenuta nel settore della 14ª Divisione rumena, la seconda breccia del fronte dell'Asse: il 4º Corpo corazzato del generale Andrej G. Kravčenko avanzò in due colonne che sbaragliarono rapidamente, non senza perdite, la debole 13ª Divisione fanteria rumena marciando subito in profondità nonostante il contrattacco portato avanti dalla 15ª Divisione fanteria rumena. La colonna di sinistra avanzò di oltre 30 km e quella di destra di 10 km, subito seguita dai reparti mobili del 3º Corpo di cavalleria delle guardie del generale Issa Pliev. Alla fine del 19 novembre quindi i corpi carri sovietici del generale Vatutin avevano superato le difese rumene sia a Serafimovič che a Kletskaja e avevano aperto ampie brecce dopo aver quasi distrutto tre divisioni rumene (13ª, 14ª e il fianco destro della 9ª). Altrove l'avanzata dell'Armata Rossa era stata invece contenuta dalla efficace resistenza delle formazioni della 3ª Armata rumena. Durante la notte le formazioni corazzate sovietiche, sollecitate dai loro comandanti a non fermarsi e a proseguire, continuarono ad avanzare a fari accesi in profondità, senza curarsi della scarsa visibilità, del clima e delle pericolose insidie del terreno solcato dalle profonde e invisibili balkas. Nonostante alcuni incidenti e l'arrivo delle prime unità della 22. Panzer-Division e della 1ª Divisione corazzata rumena, i carristi sovietici mostrarono grande slancio e nella mattinata del 20 novembre sia le unità meccanizzate della 5ª Armata corazzata (1º e 26º Corpo corazzato e 8º Corpo di cavalleria) sia quelle della 21ª Armata (4º Corpo corazzato e 3º Corpo di cavalleria delle guardie) stavano ormai avanzando in modo compatto, travolgendo le retrovie tedesco-rumene e seminando il panico nei comandi e negli improvvisati reparti di blocco affrettatamente costituiti dai tedeschi.

### Fallimento dei contrattacchi tedeschi e crollo dei rumeni

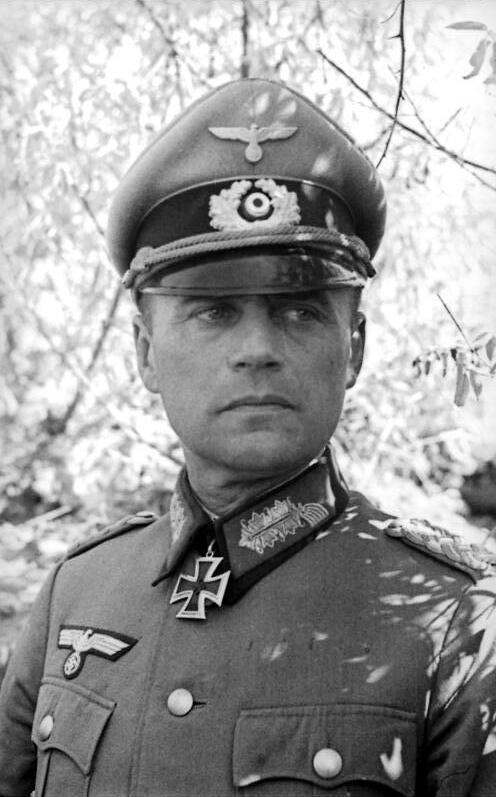
Il Generalmajor Ferdinand Heim, comandante del XXXXVIII Panzerkorps, ritenuto da Hitler il responsabile della disfatta.

Le prime notizie dell'inizio dell'offensiva sovietica sul Don vennero inizialmente sottovalutate dal comando della 6ª Armata che infatti non interruppe i suoi costosi attacchi nelle rovine di Stalingrado, mentre allarmarono subito, anche per le informazioni confuse provenienti dal comando rumeno, il Gruppo d'armate B che alle ore 9:30 attivò le riserve corazzate ordinando al generale Heim di dirigere con il suo XXXXVIII Panzerkorps (già in stato d'allarme dall'alba) verso la testa di ponte di Kletskaja dove sembrava aver individuato il centro di gravità dell'attacco nemico. Le riserve mobili tedesco-rumene erano ridotte alla 22. Panzer-Division del generale Eberhard Rodt, la quale al momento dell'attacco russo schierava 38 carri armati di cui 22 Panzer III e 11 Panzer IV, ed alla 1ª Divisione corazzata rumena, dato che la 14. Panzer-Division del generale Johannes Baessler venne subito tolta al generale Heim ed assegnata all'XI Corpo d'armata del generale Strecker per contrattaccare da Verčne Buzinovka verso ovest. Queste deboli forze, scarsamente sostenute dalla Luftwaffe che non poté intervenire in forze a causa del maltempo, poco dopo le ore 11:50 ricevettero nuove disposizioni, provenienti direttamente dall'OKH e da Hitler, che ordinavano di cambiare direzione e avanzare verso nord-ovest per contrattaccare le forze nemiche che sembravano progredire pericolosamente dalla testa di ponte di Serafimovič.

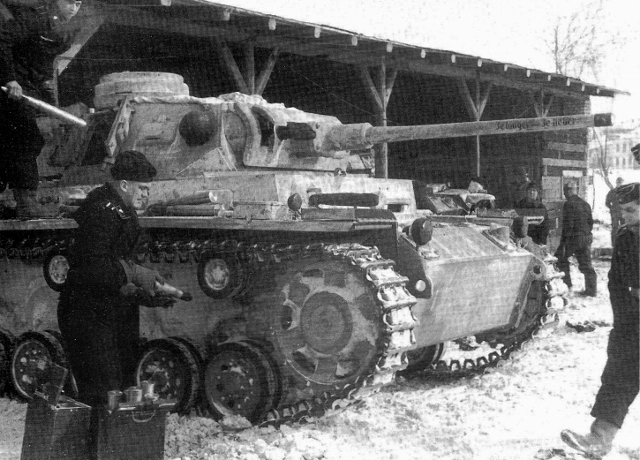
Truppe corazzate tedesche si preparano ad entrare in azione all'inizio dell'operazione Urano.

La 22. Panzer-Division, arrivata a Malaja Donšinska, circa dieci chilometri a sud-ovest di Perelazovskij, deviò verso nord-ovest in direzione di Pesčanyj e Blinovskij. Tuttavia il XXXXVIII Panzerkorps del generale Heim, su cui Hitler aveva puntato tutte le sue speranze di arrestare l'offensiva sovietica, effettuando questo cambio di direzione si disgregò durante la notte del 19 novembre nell'oscurità per carenza di collegamenti e comunicazioni; in particolare la 1ª Divisione corazzata rumena che secondo i nuovi ordini avrebbe dovuto deviare a sua volta verso nord-ovest in direzione di Žirkovskij, non ricevette l'ordine a causa della perdita del contatto radio con il XXXXVIII Panzerkorps; di conseguenza i carri rumeni continuarono a muovere verso nord-est in direzione di Veržne Čerenskij.
L'elemento corazzato di punta della 22. Panzer-Division, il Kampfgruppe Oppeln, costituito dal Panzer-Regiment 204 della 22. Panzer-Division e guidato dal capace colonnello Oppeln-Bronikowski, a partire dalle ore 16.00 del 19 novembre incappò alla cieca, nelle vicinanze di Pesčanyj e Ust'-Medvedickij, nei reparti corazzati sovietici del 1º Corpo corazzato del generale Butkov in rapida progressione, finendo, nonostante la coraggiosa resistenza e le perdite inflitte ai carri armati nemici, per ripiegare il 20 novembre verso sud dopo aver rischiato di essere circondato dalle numerose colonne corazzate del 1º Corpo corazzato che avanzavano alle sue spalle. Ancor peggiore fu il destino della 1ª Divisione corazzata rumena del generale Gherghe che, priva di collegamenti con la 22. Panzer-Division, avanzò isolata verso nord in mezzo alle colonne meccanizzate sovietiche e durante la notte venne individuata e attaccata dalle formazioni del 26º Corpo corazzato del generale Rodin che progredivano velocemente verso sud. L'unità corazzata rumena finalmente deviò verso ovest per riprendere il contatto con il XXXXVIII Panzerkorps ma venne attaccata il 20 novembre tra Sredne Tsaritsinskij e Žirkovskij da due brigate del 26º Corpo corazzato. I carri armati rumeni opposero forte resistenza e inflissero perdite al nemico ma furono progressivamente costretti a ripiegare verso est e non poterono collegarsi ad est di Blinovskij, come prestabilito, con la 22. Panzer-Division a sua volta in combattimento a Pesčanyj. Contemporaneamente anche la 7ª Divisione cavalleria rumena, partita all'attacco da Pronin fu costretta a ritirarsi verso il Čir sotto gli attacchi dell'8º Corpo di cavalleria sovietico.
I reparti corazzati sovietici, senza lasciarsi agganciare e arrestare dai pochi carri armati tedeschi o rumeni disponibili (la 14. Panzer-Division entrò in combattimento a Verčne Buzinovka con 36 carri, la 22. Panzer-Division impegnò a Pesčanyj 38 carri armati), affrontarono con solo una parte delle loro forze le riserve nemiche, mentre altre colonne le superarono e aggirarono, minacciando le loro comunicazioni.
La caratteristica fondamentale dell'attacco fu la grande velocità e potenza della progressione delle colonne corazzate sovietiche sul fronte del generale Vatutin che il mattino del 20 novembre erano già nelle vicinanze del fiume Kurtlak a Perelazovskij (26º Corpo corazzato), e del fiume Krepkaja a Manojlin (4º Corpo corazzato).
Durante la giornata del 20 novembre crollarono definitivamente le difese tedesco-rumene sul Don: le forze della 1ª Armata delle guardie del generale Dmitrij Leljušenko entrarono in azione, coprendo efficacemente il fianco destro delle forze mobili della 5ª Armata corazzata che nel corso della giornata proseguirono con pieno successo la loro marcia in profondità. Il 26º Corpo corazzato del generale Rodin sbucò di sorpresa a Perelazovskij, travolse completamente il quartier generale del 5º Corpo d'armata rumeno e quindi avanzò ancora verso Ostrov, a pochi chilometri dal Don, mentre il 4º Corpo corazzato del generale Kravčenko, dopo aver conquistato Manojlin, proseguì rapidamente e occupò Maiorovskij e Kalmykov, quartier generale del 5º Corpo d'armata rumeno. Nel frattempo il generale Heim era ancora in combattimento isolato nel settore di Pešcanij contro il 1º Corpo corazzato sovietico; il kampfgruppe Oppeln oppose forte resistenza e rallentò l'avanzata dei carri sovietici, ma nella serata del 20 novembre, aggirato da una parte delle brigate corazzate nemiche, ripiegò su Bolšaja Donšcinka. Nel settore di Žirkovskij la 1ª Divisione corazzata rumena fece un nuovo tentativo di avanzare verso ovest, ma, attaccata da due brigate del 26º Corpo corazzato, venne ulteriormente respinta verso est.

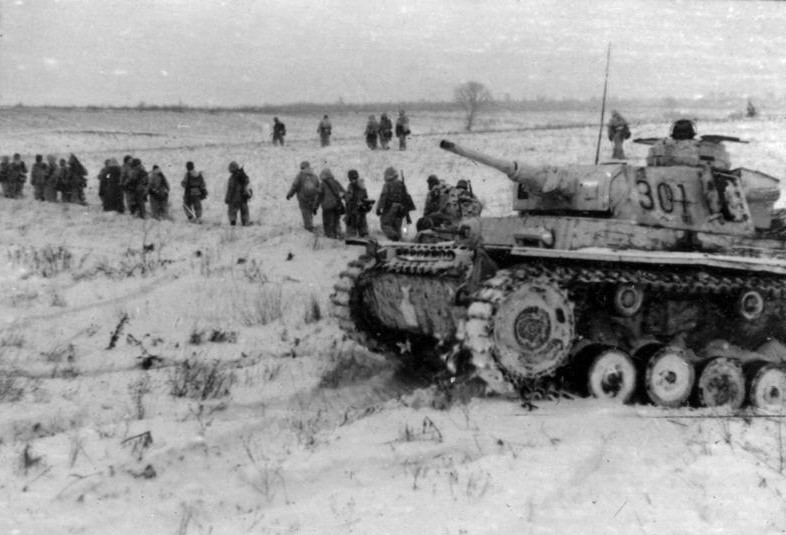
Soldati tedeschi con le tute mimetiche invernali in marcia insieme ad un carro Panzer III, nel dicembre 1942.

Completamente isolate e senza comunicazioni con i quartier generali dei rispettivi corpi d'armata dispersi dall'attacco sovietico a Perelazovskij e Kalmykov, tre divisioni rumene (5ª, 6ª e 15ª Divisione fanteria) ed i resti di altre due (13ª e 14ª Divisione fanteria) vennero accerchiate nella sacca di Raspopinskaja dalla manovra a tenaglia completata dalle 119ª e 124ª Divisione fucilieri della 5ª Armata corazzata e dalla 293ª e 76ª Divisione fucilieri della 21ª Armata. Le forze rumene accerchiate, al comando dell'energico generale Mihail Lascăr, organizzarono la resistenza e si batterono con ostinazione respingendo i primi attacchi nemici, ma la loro situazione era senza speranza in mancanza di aiuti dall'esterno.
Mentre il comando tedesco cercava di organizzare un nuovo schieramento difensivo sul Čir con i resti di alcune divisioni rumene e con l'afflusso delle due divisioni tedesche del XVII Corpo d'armata del generale Hollidt (62ª e 294ª Divisione fanteria), sottratte precipitosamente all'8ª Armata italiana, Hitler in persona la sera del 20 novembre diede al generale Heim, che aveva appena ripiegato verso Bolšaja Donšcinka con i resti del suo XXXXVIII Panzerkorps, il difficile incarico di ripartire al contrattacco e sbloccare le truppe rumene del generale Lascăr accerchiate nella sacca di Raspopinskaja. Il 21 novembre quindi la 22. Panzer-Division cercò di avanzare, completamente isolata, verso nord-est, ma venne rapidamente bloccata dai mezzi corazzati del 1º Corpo corazzato e dalle divisioni dell'8º Corpo di cavalleria ed accerchiata nella regione di Majaja Donšcinka. Contemporaneamente la 1ª Divisione corazzata rumena aveva cercato ancora una volta di avanzare verso sud-ovest per stabilire finalmente un collegamento con la divisione corazzata tedesca ma i rumeni vennero bloccati al passaggio del fiume Tsaritsa da una divisione di cavalleria sovietica dell'8º Corpo, mentre da nord furono attaccati a sud-ovest di Žirkovskij da due divisioni di fanteria e una Brigata corazzata; la divisione corazzata rumena subì dure perdite e venne a sua volta accerchiata.

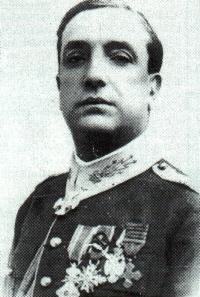
Il generale rumeno Mihail Lascăr, comandante delle truppe accerchiate nella sacca di Raspopinskaja.

Il 22 e il 23 novembre l'8º Corpo di cavalleria e una serie di divisioni di fanteria sovietiche dovettero ancora combattere duramente per sbaragliare gli ultimi gruppi di resistenza tedeschi e rumeni; mentre alcune formazioni di fanteria marciavano verso il fiume Krivaja e il fiume Čir, la cavalleria sovietica affrontò nuovi tentativi della 1ª Divisione corazzata rumena di sfuggire a sud lungo la valle del fiume Kurtlak; la formazione rumena subì dure perdite nei combattimenti contro l'8º Corpo. La 22. Panzer-Division che combatteva accerchiata a Majaja Donšcinka riuscì a respingere gli attacchi nemici e ripiegò la sera del 23 novembre verso sud, nella regione di Bolsaja Donšcinka. Il fallimento dei contrattacchi del XXXXVIII Panzerkorps segnò il destino del "gruppo Lascăr" nella sacca di Raspopinskaja: dopo un vivace contrasto di opinioni tra i comandi tedesco e rumeno ed anche tra Hitler ed Antonescu sulle responsabilità della disfatta e sulle scelte operative, venne finalmente autorizzata una sortita la notte del 22 novembre dal Führer, ma i generali Lascăr e Sion (comandante della 15ª Divisione rumena) avevano già deciso autonomamente il pomeriggio del 22. La manovra di ripiegamento delle truppe accerchiate si risolse, sotto gli attacchi convergenti della fanteria e della cavalleria sovietica, in un disastro: circa 27 000 rumeni caddero prigionieri, tra cui il generale Lascăr stesso, gran parte delle divisioni vennero distrutte. Il generale Sion riuscì a sfuggire con circa 8 000 soldati verso sud ma venne nuovamente circondato e altri 5 000 uomini si arresero la sera del 23 novembre; i superstiti della colonne del generale Sion, 3 000 soldati, invece raggiunsero il mattino del 24 novembre, dopo una drammatica fuga, i resti della 22. Panzer-Division a Bolsaja Donšcinka.
Il 24 novembre le forze sovietiche attaccarono le truppe tedesco-rumene a Bolsaja Donšcinka; mentre la 22. Panzer-Division riuscì a ripiegare verso sud-ovest in direzione del fiume Čir, i superstiti della 15ª Divisione rumena vennero sopraffatti, il generale Sion cadde sul campo e solo 800 soldati sfuggirono. La 1ª Divisione corazzata rumena invece respinse gli attacchi dell'8º Corpo di cavalleria sovietico e alla fine, ridotta a 1 500 uomini e pochissimi carri armati, si congiunse con i resti della 22. Panzer-Division. Nella notte del 24-25 novembre finalmente i sopravvissuti della 22. Panzer-Division e della 1ª Divisione corazzata rumena, organizzati nel kampfgruppe Oppeln e nel kampfgruppe Rodt, riuscirono dopo nuovi disastrosi scontri con la cavalleria sovietica, a raggiungere ed attraversare il fiume Čir.
Ritenuto responsabile della disfatta a causa del fallimento dei suoi contrattacchi, il generale Heim venne subito destituito dal comando del XXXXVIII Panzerkorps, degradato e rinchiuso nella prigione di Moabit a Berlino per ordine di Hitler, divenendo il capro espiatorio del crollo del fronte del Don.

## L'accerchiamento
(Estratto dalla lettera di Stalin a Winston Churchill del 20 novembre 1942)
(Estratto dalla lettera di Churchill a Stalin del 24 novembre 1942)
(Estratto dalla lettera di Franklin Delano Roosevelt a Stalin del 26 novembre 1942)

### Avanzata dei carri armati sovietici verso Kalač e ritirata delle Panzer-Division tedesche

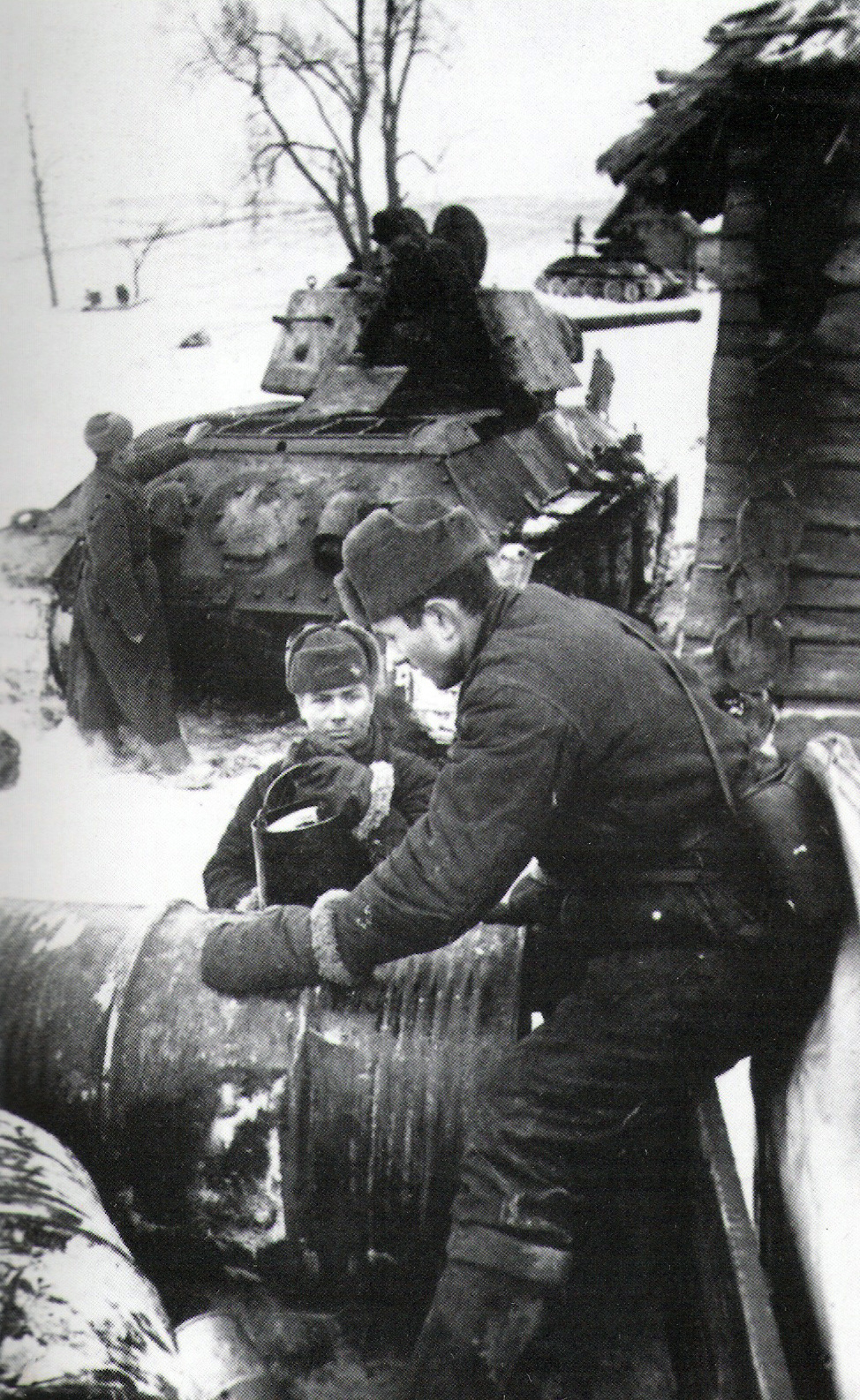
Carristi sovietici riforniscono i loro T-34 durante la campagna invernale del 1942-1943.

Mentre le forze mobili del Fronte Sud-Ovest del generale Vatutin sbaragliavano le divisioni rumene e avanzavano in profondità fin dal primo giorno, molto più difficile si presentava la situazione per i sovietici nel settore del Fronte del Don del generale Rokossovskij: di fronte alle solide difese delle divisioni tedesche dell'XI e dell'VIII Corpo d'armata, i progressi furono limitati e le perdite pesanti. La 65ª Armata del generale Batov avanzò per alcuni chilometri nel settore difeso dalla 1ª Divisione cavalleria rumena, ma non riuscì, a causa dell'aspra resistenza dell'XI Corpo d'armata del generale Strecker, rinforzato anche da alcuni reparti meccanizzati della 14. Panzer-Division, a progredire verso la cittadina di Vertjačij dove i tedeschi avevano costruito un importante ponte sul Don, mentre la 24ª Armata del generale Galanin, che doveva attaccare lungo la riva sinistra del fiume per cercare di tagliare fuori a ovest del Don le truppe del generale Strecker, nonostante l'intervento del 16º Corpo corazzato venne subito bloccata. Inoltre anche la 66ª Armata del generale Žadov, che doveva sferrare un attacco diversivo nell'istmo terrestre Don-Volga, non fece alcun progresso contro le due divisioni dell'VIII Corpo d'armata tedesco del generale Heitz.
Peraltro il 20 e il 21 novembre la situazione dell'XI Corpo d'armata tedesco si aggravò considerevolmente; i pochi panzer del kampfgruppe della 14. Panzer-Division al comando del maggiore Wilhelm Langkeit cercarono di contrattaccare da Verčne Buzinovka, ma non poterono fermare l'avanzata del 3º Corpo di cavalleria delle guardie del generale Pliev. Le truppe del generale Strecker difesero ostinatamente le posizioni ma vennero minacciate sul loro fianco sinistro dall'avanzata della cavalleria sovietica. L'XI Corpo d'armata dovette quindi iniziare a ripiegare con difficoltà verso sud-est in direzione del ponte di Vertjačij per mantenere la coesione e non perdere il contatto con il grosso della 6ª Armata schierato ad est del Don; il 22 novembre anche la 14. Panzer-Division si ritirò verso est, abbandonando Verčne Buzinovka.
Nella tarda serata del 19 novembre il generale von Weichs, comandante del Gruppo d'armate B, aveva avvertito finalmente il generale Paulus della difficile situazione sul Don e del crollo dei rumeni; a causa di questi inattesi sviluppi, quindi, la 6ª Armata doveva sospendere subito ogni attacco a Stalingrado e disimpegnare forze mobili da inviare a ovest del fiume per coprirsi le spalle e frenare la marcia del nemico che minacciava le retrovie e le comunicazioni dell'armata. Il XIV Panzerkorps del generale Hans Hube raggruppò quindi la 16. Panzer-Division e la 24. Panzer-Division (equipaggiate in due con soli 86 Panzer) e si diresse verso il ponte di Vertjačij per attraversare il fiume ed intervenire a sostegno dell'XI Corpo d'armata e bloccare la marcia del nemico verso il Don. Rallentate dalle difficoltà logistiche e dalle carenze di carburante, le divisioni del generale Hube entrarono in azione con grave ritardo e dissiparono rapidamente le loro deboli forze senza riuscire ad ottenere alcun risultato di rilievo e senza poter arrestare la pericolosa avanzata dei carri armati sovietici dei generali Rodin e Kravčenko in direzione di Kalač.

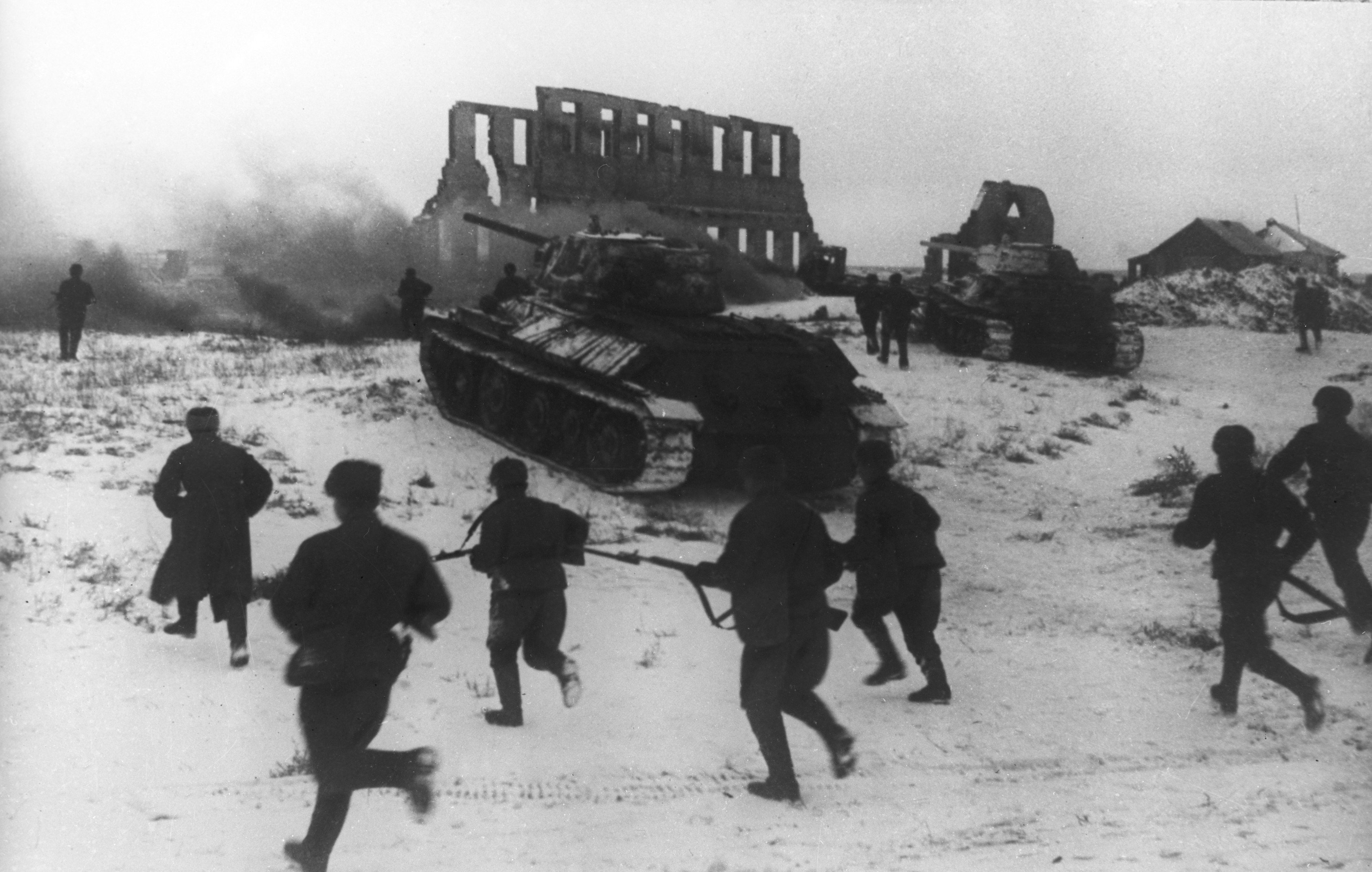
Fanti e carri armati sovietici del 26º Corpo corazzato all'attacco di Kalač.

La 24. Panzer-Division riuscì a schierare un kampfgruppe con 45 carri armati del tenente colonnello von Winterfeld in una serie di posizioni frammentate lungo il fiume Liska per cercare di proteggere la testa di ponte di Kalač ma venne attaccata nella giornata del 21 novembre dai carri armati del 4º Corpo corazzato del generale Kravkčenko e dovette ripiegare verso est abbandonando i villaggi di Suchanov, Eruslanovskij e Lipo-Logovskij che vennero occupati dai carristi sovietici entro le ore 16.00. Altri reparti della 24. Panzer-Division e della 14. Panzer-Division affrontarono il 3º Corpo di cavalleria delle guardie ma vennero a loro volta respinti perdendo Nižne Buzinovka e Osinovskij.
Alla fine del 21 novembre, mentre il 1º Corpo corazzato e l'8º Corpo di cavalleria inseguivano i resti della 22. Panzer-Division verso il fiume Čir, gli altri due corpi carri sovietici del Fronte Sud-Ovest, il 4º ed il 26º, dopo aver conquistato Perelazovskij, Ostrov e Lipo-Logovskij, avevano già superato la fragile linea difensiva tedesca del XIV Panzerkorps del generale Hube in costituzione sul fiume Liska ed erano pericolosamente vicini ai ponti sul Don. Queste formazioni, coperte sul fianco sinistro dal 3º Corpo cavalleria delle guardie, addirittura minacciavano, dopo una rapida avanzata verso sud-est, il Posto comando tattico della 6ª Armata del generale Paulus a Golubinskij.
Il generale e il suo Quartier generale, colti di sorpresa dalla comparsa del 4º Corpo corazzato del generale Kravčenko, si affrettarono a trasferirsi a Gumrak, ad est del Don.. Nella notte, dopo aver avuto notizia dei successi del Fronte Sud-Ovest, il generale Vasilevskij poté inviare a Stalin un rapporto ottimistico sui favorevoli sviluppi della situazione.
Il 22 novembre, in circostanze particolarmente confuse, le truppe corazzate sovietiche del 26º Corpo corazzato conquistarono con un colpo di mano il fondamentale ponte di Berezovskij, nei pressi di Kalač, ed attraversarono il Don. Il generale Rodin, comandante del 26º Corpo, organizzò un distaccamento avanzato con elementi della 14ª brigata motorizzata del colonnello Filippov e della 19ª Brigata corazzata del tenente colonnello Filippenko che alle ore 6:15 del mattino mosse audacemente nell'oscurità a fari accesi verso il ponte, cogliendo di sorpresa il posto di guardia che scambiò i mezzi sovietici per colonne meccanizzate tedesche in addestramento. Le difese tedesche vennero superate, il distaccamento mobile sovietico occupò il ponte intatto e attraversò il fiume costituendo una prima testa di ponte.
Durante la giornata, nonostante alcuni tentativi tedeschi di contrattaccare e sloggiare l'avanguardia sovietica in possesso del ponte, la preziosa posizione venne consolidata con l'arrivo di altre formazioni del 26º Corpo corazzato del generale Rodin e delle brigate del 4º Corpo corazzato del generale Kravčenko. Mentre la 157ª brigata del maggiore Makhur, appartenente al 26º Corpo corazzato, affrontava e sconfiggeva dopo aspri combattimenti il kampfgruppe Mikosch, costituito precipitosamente, al comando del colonnello Hans Mikosch, con reparti di retrovie tedeschi e rumeni per difendere Kalač, il tenente colonnello Filippenko guidò in avanti la sua Brigata corazzata, superò la resistenza di reparti appena arrivati della 16. Panzer-Division, raggiunse il ponte di Berezovskij presidiato dal distaccamento avanzato sovietico e alle ore 17.00 attraversò in forze il fiume. Contemporaneamente anche il 4º Corpo corazzato del generale Kravčenko e il 3º Corpo di cavalleria delle guardie del generale Pliev raggiunsero il Don nella regione di Golubinskij dopo una serie di scontri con il kampfgruppe von Below della 24. Panzer-Division e il kampfgruppe Sieckenius della 16. Panzer-Division. I carri armati sovietici occuparono i villaggi di Krasnij Skotovod e Bol'šenabatovskij; i pochi panzer tedeschi furono sconfitti e ripiegarono verso nord-est rinunciando a difendere la linea del Don. Nella notte una Brigata corazzata del generale Kravčenko, la 45ª brigata del tenente colonnello Židkov, attraversò il fiume su un ponte intatto a Rubežnij e si spinse ad est fino al villaggio di Kamiši, cinque chilometri a nord di Kalač. L'azione dei reparti mobili sovietici fu favorita dalla mancata distruzione di molti ponti sul Don da parte tedesca per permettere al XIV Panzerkorps di passare al più presto ad ovest del fiume.
Nella serata del 22 novembre il generale Rodin aveva raggiunto personalmente le avanguardie del 26º Corpo corazzato sul Don; egli decise di completare al più presto il passaggio di tutte le brigate a est del fiume e di attaccare al mattino del 23 novembre la cittadina di Kalač con due brigate assegnate al comando del tenente colonnello Filippenko. Le forze tedesche schierate a Kalač erano costituite da una congerie di reparti appartenenti al kampfgruppe Mikosch, alla 3ª Divisione motorizzata e a formazioni della Luftwaffe, delle retrovie e della polizia militare; si trattava di un complesso debole e disorganizzato che tuttavia si difese accanitamente. L'attacco del 26º Corpo corazzato sovietico ebbe inizio alle ore 07.00 del 23 novembre e incontrò una forte resistenza; solo alle ore 10:00 i mezzi corazzati del tenente colonnello Filippenko riuscirono ad irrompere all'interno della cittadina nel settore nord-occidentale. Per accelerare le operazioni il generale Rodin fece intervenire i carri armati della 157ª brigata che aprirono il fuoco dalla riva occidentale del Don sparando attraverso il fiume; la battaglia fu decisa dall'intervento dei fucilieri della 157ª brigata che attraversarono il Don sul ghiaccio e attaccarono il settore sud-occidentale della città. Kalač cadde in mano sovietica alle ore 14.00 del 23 novembre. Le forze corazzate sovietiche poterono fin dal mattino del 23 novembre avanzare verso sud per ricongiungersi con le colonne mobili del Fronte di Stalingrado del generale Erëmenko e completare la grande manovra d'accerchiamento.

### L'attacco a sud di Stalingrado
Mentre il generale Vatutin proseguiva la sua inarrestabile avanzata verso sud, a partire dal 20 novembre anche il fronte del generale Erëmenko aveva sferrato la sua offensiva nel settore dei laghi salati a sud di Stalingrado, difeso dalle deboli forze della 4ª Armata rumena. Dopo una serie di rinvii dovuti alla scarsa visibilità causata dalla nebbia e dopo alcuni aspri contrasti tra l'impaziente Alto comando sovietico a Mosca ed il generale Erëmenko, lo sbarramento d'artiglieria ebbe inizio alle ore 9:30 (con due ore di ritardo sui piani) e ottenne notevoli effetti distruttivi sulle difese nemiche; dopo 45 minuti passarono quindi all'attacco le fanterie della 57ª Armata del generale Tolbuchin e della 51ª Armata del generale Trufanov.
In questo settore la resistenza rumena fu ancor più debole e il fronte venne rapidamente travolto nel settore tra la 20ª e la 2ª Divisione fanteria rumena appartenenti al VI corpo d'armata: tra i laghi Sarpa e Caca avanzarono la 422ª Divisione fucilieri e la 15ª Divisione fucilieri delle guardie della 57ª Armata, sostenute dai carri del 13º Corpo meccanizzato, mentre tra i laghi Caca e Barmancak passarono all'attacco la 126ª e 302ª Divisione fucilieri, appoggiate da due reggimenti carri. Alle ore 12:00 le linee nemiche erano ormai crollate, i soldati rumeni ripiegavano nel panico e nella confusione, ed il generale Erëmenko poté impegnare subito i suoi corpi meccanizzati per sfruttare lo sfondamento ed avanzare in profondità in direzione delle due importantissime linee ferroviarie che rifornivano la 6ª Armata tedesca a Stalingrado. Nonostante la situazione favorevole l'avanzata delle forze corazzate assegnate al Fronte di Stalingrado fu difficoltosa: il 13º Corpo meccanizzato del generale Trofim I. Tanaščšin, impegnato nel settore della 57ª Armata e diretto verso Nariman, fu rallentato dalle carenze logistiche e dalla mancanza di sufficienti autocarri. Inoltre venne contrattaccato inaspettatamente dall'esperta 29ª Divisione motorizzata tedesca del generale Leyser che, fatta intervenire dal generale Hoth (comandante della 4ª Armata corazzata) alle ore 10:30, colpì a sorpresa nella nebbia e inizialmente mise in difficoltà i sovietici, salvando momentaneamente il fianco destro della 20ª Divisione fanteria rumena. La 29ª Divisione motorizzata, che disponeva di 59 carri armati moderni ed era a piena forza dopo un periodo di riposo nelle retrovie, prima contrattaccò e respinse una divisione di fucilieri e una brigata corazzata sovietica quindi attaccò anche le brigate avanzate del 13º Corpo meccanizzato che subirono forti perdite e dovettero momentaneamente arrestare l'avanzata; i confusi combattimenti tra mezzi corazzati continuarono durante la notte.

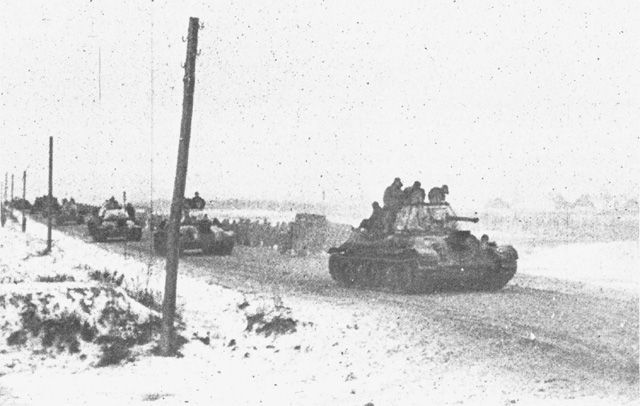
Colonna corazzata sovietica in marcia.

Il 4º Corpo meccanizzato del generale Vasilij Timofeevič Vol'skij (punta di diamante della forza di sfondamento mobile del generale Erëmenko e reparto corazzato più potente dell'intero schieramento sovietico, equipaggiato con oltre 220 carri) invece entrò in azione, insieme al 4º Corpo di cavalleria del generale Šapkin, nel settore della 51ª Armata spezzando la linea difesa dalla 18ª e 1ª Divisione fanteria rumena, ma in un primo momento, trattenuto dal prudente Vol'skij, incappò in un raro campo minato rumeno e avanzò in ritardo, lentamente e con una certa confusione dovuta anche alla mancanza di un numero sufficiente di strade su cui far marciare le sue tre brigate. In realtà, nonostante questi problemi, prima della notte i sovietici fecero progressi ed i carri del 4º Corpo meccanizzato avanzarono di oltre 20 km e raggiunsero Plodovitoe, dopo aver disperso la 18ª Divisione fanteria rumena. Anche il 13º Corpo meccanizzato riuscì ad avanzare a ovest di Tondutovo ed a contenere i contrattacchi della 29ª Divisione motorizzata che peraltro, dopo aver ottenuto un successo iniziale, venne prematuramente ritirata dal comando tedesco del Gruppo d'armate B (forse per una mancata percezione dei veri obiettivi dell'offensiva sovietica) e schierata in posizione difensiva per coprire il ripiegamento verso nord-ovest del IV Corpo d'armata tedesco e costituire una posizione di copertura sul fianco meridionale delle forze della 6ª Armata schierate a Stalingrado.
Durante la notte il 4º Corpo meccanizzato continuò ad avanzare cautamente verso ovest su ordine del vice-comandante del Fronte di Stalingrado, generale Markian M. Popov, e all'alba del 21 novembre, le colonne corazzate sovietiche occuparono la cittadina di Zety, e la importante stazione di Abganerovo, interrompendo in questo modo la linea ferroviaria per Kotel'nikovo, mentre il 4º Corpo di cavalleria del generale Šapkin progredì verso sud-ovest per coprire il fianco sinistro del corpo meccanizzato del generale Vol'skij.
Il generale Hoth, comandante della 4ª Armata corazzata, rimasto senza truppe a disposizione dopo l'assegnazione della 29ª Divisione motorizzata e del IV Corpo d'armata alla 6ª Armata del generale Paulus, abbandonò precipitosamente il suo quartier generale di Verchne Caricynskij, minacciato dai carri armati del 4º Corpo meccanizzato, e raggiunse Nižne Čirskaja, dove stavano confluendo un gran numero di reparti in rotta delle retrovie tedesco-rumene. Nella giornata del 21 novembre il generale Vol'kij, timoroso di possibili attacchi sul suo fianco destro da parte della 29ª Divisione motorizzata, arrestò la sua avanzata dopo aver raggiunto Zety e Abganerovo, concentrando e riorganizzando le sue forze per fronteggiare minacce nemiche. Il generale Erëmenko, irritato da queste esitazioni e sollecitato dallo Stavka ad accelerare il movimento per ricongiungersi con le forze del Fronte Sud-Ovest del generale Vatutin provenienti da nord, intervenne energicamente imponendo una rapida ripresa dell'avanzata.
Il mattino del 22 novembre il 4º Corpo meccanizzato ripartì in avanti, coperto sul fianco sinistro da due divisioni di fucilieri; il generale Vol'skij organizzò un distaccamento avanzato con la 36ª Brigata meccanizzata del colonnello Rodionov che avanzò rapidamente in un'unica colonna su una sola strada, alla massima velocità e senza soste, per 25 chilometri con il fianco destro scoperto, dato che il 13º Corpo meccanizzato, contrastato dalla 29ª Divisione motorizzata, era in ritardo e non aveva mantenuto il contatto. Durante la giornata i carri sovietici raggiunsero la stazione di Krivomužinskaja, interrompendo così anche la seconda linea ferroviaria di collegamento della 6ª Armata e nel primo pomeriggio occuparono, dopo alcuni scontri con reparti tedeschi, anche Sovetskij, piccola cittadina poco a sud di Kalač, dove la brigata si fermò per la notte. Nello stesso giorno anche il 4º Corpo di cavalleria fece progressi trovando solamente la resistenza dell'8ª Divisione cavalleria rumena, superata peraltro il giorno successivo. La notte tra il 22 e il 23 novembre il VI Corpo d'armata rumeno era ormai distrutto e in ritirata dietro il fiume Aksaj.
La notizia dell'occupazione di Krivomužinskaja venne riferita nella notte da Erëmenko a Stalin che mostrò grande soddisfazione e comunicò al generale il prossimo arrivo da nord delle forze del generale Vatutin, già a sud del Don.
Mentre si svolgeva la marcia dei corpi meccanizzati dei generali Vatutin ed Erëmenko, il Fronte del Don del generale Rokossovskij aveva continuato i suoi attacchi in direzione di Vertjačij e nel corridoio Don-Volga, guadagnando terreno ma senza riuscire ad impedire la ritirata delle truppe tedesche dell'XI Corpo d'armata e del XIV Panzerkorps, che ripiegarono a est del Don per riunirsi al resto della 6ª Armata bloccato a Stalingrado. Mentre la 65ª Armata del generale Batov avanzò con difficoltà verso Golubinskij e Vertjačij, di fronte all'aspra resistenza delle retroguardie tedesche, la 24ª Armata del generale Galanin, che aveva il compito di attaccare in direzione di Peskovatka per tagliare fuori l'XI Corpo d'armata, fallì nella sua missione. Il 16º Corpo corazzato, frenato dalle difficoltà del terreno e da campi minati ben disposti, non riuscì a sfondare e quindi i tedeschi completarono con successo, nonostante pesanti perdite di uomini e materiali, il loro ripiegamento. Nell'istmo Don-Volga l'VIII Corpo d'armata del generale Heitz respinse gli attacchi della 66ª Armata sovietica, stabilizzando il lato settentrionale della sacca di Stalingrado.

### La chiusura della tenaglia
(Comunicazione scritta del colonnello Plotnikov, assistente capo per la direzione politica del 4° Corpo corazzato, inviata al quartier generale del Fronte Sud-Ovest la sera del 23 novembre)
Il mattino del 23 novembre i carristi della 36ª Brigata meccanizzata del colonnello Rodionov (4º Corpo meccanizzato) rimasero a Sovetskij in attesa dell'arrivo delle forze del Fronte Sud-Ovest da nord ed ebbero sporadici scontri con alcuni reparti tedeschi provenienti da Marinovka che tentavano di contrattaccare. Nel primo pomeriggio finalmente vennero individuate a nord alcune formazioni corazzate in movimento ed i reparti del 4º Corpo meccanizzato iniziarono a sparare razzi di segnalazione verdi per evitare errori di identificazione e facilitare il ricongiungimento tra le due forze.

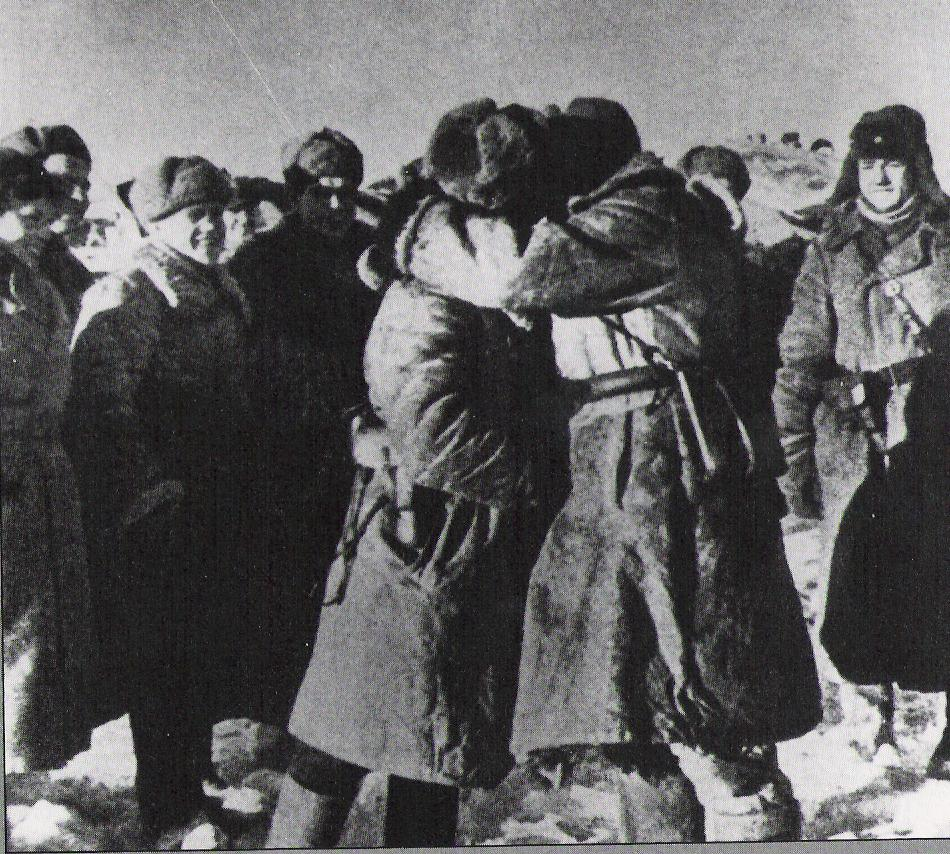
I comandanti delle brigate carri sovietiche si abbracciano dopo il congiungimento a Sovetskij il 23 novembre 1942 ed il completamento dell'operazione Urano.

Le colonne di carri apparse a nord appartenevano alla 45ª Brigata corazzata del tenente colonnello Židkov (componente del 4º Corpo corazzato del generale Kravčenko) che avevano attraversato il Don la notte precedente sul ponte conquistato dal 26º Corpo corazzato e si era concentrata nel villaggio di Kamiši; i nuovi arrivati risposero con altri razzi di colore verde. Quindi, continuando a scambiarsi segnalazioni luminose, i reparti corazzati sovietici del Fronte Sud-ovest e del Fronte di Stalingrado finalmente si congiunsero alle ore 14:00 a Sovetskij tra grandi manifestazioni di gioia. L'evento fu così subitaneo e rapido da non dar tempo neppure alle compagnie di propaganda sovietiche di filmare l'abbraccio tra i colonnelli Rodionov e Židkov e le scene di esultanza tra i carristi con i festosi scambi di vodka e salsicce (la scena verrà ripetuta più tardi a scopo propagandistico con l'enfasi retorica di questo tipo di documentazioni cinematografiche). Durante la giornata del 23 novembre arrivarono altri reparti corazzati sovietici appartenenti al 4º Corpo corazzato, al 26º Corpo corazzato ed al 13º Corpo meccanizzato che rafforzarono le posizioni a Sovetskij e completarono definitivamente il cerchio intorno alle truppe tedesche della 6ª Armata.
Completamente inefficace risultò l'azione del XIV Panzerkorps del generale Hube a ovest del Don; dopo aver abbandonato sotto gli attacchi del 26º Corpo corazzato e del 4º Corpo corazzato, la linea del Don, la 16. Panzer-Division e la 24. Panzer-Division ripiegarono il 23 novembre a nord-est dietro il fiume Golubaja dove vennero attaccati dal 3º Corpo di cavalleria delle guardie. Dopo duri scontri, le due Panzer-Division si ritirarono ulteriormente verso nord-est; anche la 14. Panzer-Division cedette le sue posizioni e si ritirò verso est. Nei giorni seguenti la 16. Panzer-Division rimase nel settore di Vertjačij e poté solo coprire la difficoltosa e caotica ritirata del XIV Panzerkorps e dell'XI Corpo d'armata a est del Don per ricongiungersi con il resto dell'armata, prima di ripiegare a sua volta il 26 novembre oltre il fiume. A est del Don il generale Paulus aveva cercato di impedire il ricongiungimento delle colonne corazzate nemiche facendo intervenire il kampfgruppe von Hanstein della 3ª Divisione motorizzata e un kampfgruppe della 29ª Divisione motorizzata che tuttavia giunsero in ritardo e furono attaccate da una brigata del 4º Corpo corazzato e da due brigate del 4º Corpo meccanizzato; i tedeschi vennero facilmente respinti e poterono solo schierarsi difensivamente nel settore di Marinovka, coprendo le spalle della 6ª Armata ormai accerchiata.

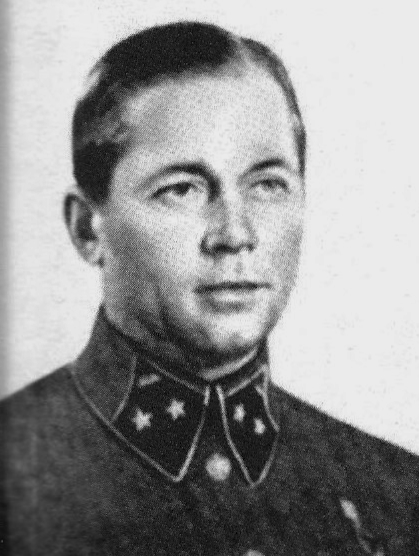
Il generale Vasilij Timofeevič Vol'skij, comandante del 4º Corpo meccanizzato

La tenaglia si era chiusa: la 6ª Armata e gran parte della 4ª Armata corazzata tedesche erano ora accerchiate tra il Don e il Volga; le truppe rumene erano completamente disgregate e non più utilizzabili, le riserve mobili tedesche già esaurite; i comandi e i reparti di retrovia in fuga nel panico. Il generale Paulus era rimasto dentro la sacca, i generali Zeitzler, von Weichs, Hoth, Hollidt e Wenck cercavano di improvvisare con una serie di Kampfgruppen un nuovo schieramento difensivo sul Čir e sull'Aksaj, mentre Hitler, che assunse un atteggiamento di imperturbabilità di fronte alla serie di sconfitte e di fiducia nelle possibilità di rifornire l'armata e di sbloccarla con una controffensiva dall'esterno, era ora alle prese con le decisioni fondamentali da prendere.
In quattro giorni, Stalin (spesso nervoso, ansioso ed in continuo contatto con Vasilevskij per avere notizie aggiornate durante i giorni dell'offensiva) e l'Armata Rossa avevano finalmente ottenuto la svolta decisiva della guerra da un punto di vista strategico-operativo, ma anche sotto l'aspetto morale e politico-propagandistico. Nell'atmosfera euforica della notte del 23-24 novembre in cui il generale Vasilevskij comunicò telefonicamente a Stalin il congiungimento delle tenaglie e il riuscito accerchiamento di tutto il raggruppamento tedesco di Stalingrado, i dirigenti sovietici ipotizzarono ottimisticamente di poter distruggere immediatamente le truppe nemiche accerchiate e sferrare in tempi brevi la seconda fase dell'offensiva (operazione Saturno). A questo scopo quindi il generale Vasilevskij diramò gli ordini ai generali Rokossovskij ed Erëmenko di riprendere gli attacchi lungo il perimetro della sacca della 6ª Armata e poi si recò subito, con un movimentato viaggio in aereo, a nord per conferire con il generale Filipp Golikov, comandante del Fronte di Voronež, incaricato dell'attacco sul medio Don contro gli italiani.
In realtà, nonostante il decisivo risultato raggiunto con l'operazione Urano, la battaglia sarebbe stata ancora lunga e accanita; le forze accerchiate del generale Paulus erano molto più numerose di quanto previsto dal comando sovietico e riuscirono ad organizzare un solido schieramento difensivo circolare che si batté validamente sulla difensiva riuscendo a stabilizzare la situazione entro la fine del mese di novembre. Tra il 27 novembre e il 4 dicembre, la 6ª Armata riuscì a respingere il primo affrettato tentativo dei generali Rokossovskij ed Erëmenko di schiacciare la sacca di Stalingrado. Inoltre i tedeschi furono in grado di costituire uno sbarramento difensivo anche lungo l'anello di accerchiamento esterno; gli improvvisati Kampfgruppen formati da reparti delle retrovie e da debole formazioni superstiti, come i resti del XXXXVIII Panzerkorps, mantennero il possesso della linea del fiume Čir e anche delle preziose teste di ponte sul Don di Ryčkovskij e Verčne Čirskaja; gli attacchi sovietici della 5ª Armata corazzata contro queste posizioni fallirono entro il 30 novembre 1942. Anche a sud del Don l'avanzata del 4º Corpo di cavalleria sovietica verso Kotel'nikovo venne respinta grazie all'afflusso anche dei primi reparti della 6. Panzer-Division in arrivo d'urgenza su convogli ferroviari dalla Francia.
Hitler, il feldmaresciallo von Manstein e l'alto comando tedesco quindi non rinunciarono a ricercare la rivincita; nuove violente battaglie si accesero in dicembre, creando nuove preoccupazioni a Stalin e allo Stavka e ritardando la vittoria definitiva dell'Armata Rossa.

## Epilogo e conseguenze
Pur colto di sorpresa dall'andamento rapidamente disastroso delle operazioni, Hitler, oltre ad ordinare i fallimentari contrattacchi del XXXXVIII Panzerkorps del generale Heim, già il pomeriggio del 21 novembre aveva comunicato al generale von Weichs (comandante del Gruppo d'armate B) ed a Paulus di rimanere sulle posizioni "nonostante il pericolo di un temporaneo accerchiamento". Rassicurato dal generale Hans Jeschonnek, capo di Stato Maggiore della Luftwaffe e poi dal Reichmarshall Hermann Göring sulla fattibilità di un ponte aereo per rifornire le truppe eventualmente accerchiate, il Führer, ben lontano dall'ipotizzare una ritirata, contava di ribaltare la situazione e ottenere un nuovo successo, ed a questo scopo sempre il 21 novembre richiamò dal fronte di Leningrado il prestigioso feldmaresciallo Erich von Manstein per assegnargli il comando di un nuovo Gruppo d'armate Don con l'incarico di ristabilire la situazione nell'area.

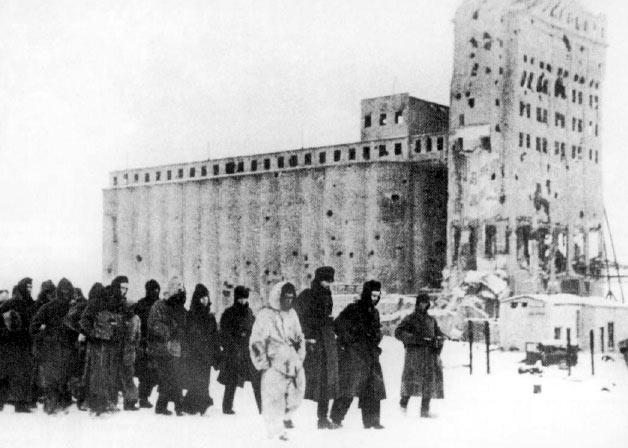
La fine della battaglia di Stalingrado: colonne di prigionieri tedeschi catturati dall'Armata Rossa.

Nonostante i ripetuti appelli del generale Paulus, sostenuti dal generale von Weichs ed anche dal generale dell'aeronautica Wolfram von Richthofen (comandante della 4ª Luftflotte), Hitler, giunto a Rastenburg il 24 novembre sera, prese la decisione definitiva e diramò alla 6ª Armata il suo "Ordine tassativo" (Führerbefehl – letteralmente "ordine del Führer") in cui riconfermava la decisione di non abbandonare Stalingrado e il fronte sul Volga. Il dittatore ordinava di costituire una grande sacca difensiva a 360 gradi, di organizzare un ponte aereo per assicurare rifornimenti adeguati, di concentrare un nuovo raggruppamento strategico (con l'afflusso di riserve) per sferrare una controffensiva e liberare le truppe accerchiate.
La situazione delle forze dell'Asse nel settore meridionale era però molto più grave del previsto e, nonostante l'ottimismo di Hitler e inizialmente anche di von Manstein, le operazioni ebbero un'evoluzione sempre più sfavorevole ai tedeschi e ai loro alleati. Il 16 dicembre 1942, l'operazione Piccolo Saturno (variante con obiettivi più limitati dell'originale operazione Saturno) avrebbe provocato il collasso e la ritirata del grosso dell'8ª Armata italiana e la definitiva sconfitta del fronte sud dell'Asse, suggellando anche il destino della 6ª Armata del generale Paulus circondata nella sacca di Stalingrado.
L'accerchiamento di oltre 250 000 soldati dell'Asse (rimasero intrappolati oltre ai tedeschi anche circa 13 000 rumeni e alcune centinaia di croati, ungheresi e italiani) si sarebbe drammaticamente prolungato per altri due mesi fino alla resa finale del 2 febbraio 1943. Quel giorno ciò che rimaneva della 6ª Armata, consistente di circa 91 000 soldati (gli altri principalmente morirono o furono dispersi, a parte circa 25 000 feriti, specialisti e alcuni alti ufficiali evacuati per via aerea) si arrese ai sovietici. Paulus, insieme alla maggior parte dei generali comandanti, condivise la resa dei superstiti e rifiutò il tacito invito di Hitler al suicidio.
L'operazione Urano segnò indubbiamente la svolta decisiva della lunga battaglia di Stalingrado e della guerra sul Fronte orientale; le forze corazzate sovietiche completarono con notevole abilità ed energia, in soli quattro giorni, la grande manovra a tenaglia ed ottennero un risultato sorprendente, inatteso dal nemico e superiore alle stesse previsioni dello Stavka, portando a termine un'offensiva di accerchiamento gigantesca paragonabile nella storia della seconda guerra mondiale solo al Fall Gelb e alle sacche di Kiev e Vjazma, eseguite dalla Wehrmacht negli anni precedenti. Per la prima volta nella guerra i nuovi corpi meccanizzati dell'Armata Rossa furono in grado di affrontare e battere le temute divisioni corazzate tedesche; prima i carristi sovietici respinsero i contrattacchi delle riserve nemiche del XXXXVIII Panzerkorps dopo lo sfondamento della prima linea e successivamente sconfissero in campo aperto anche le indebolite Panzer-Division tedesche del XIV Panzerkorps accorse da Stalingrado, riuscendo a portare a termine la loro missione.
La propaganda sovietica ha sempre parlato di una battaglia di Canne moderna ed, in effetti, per le dimensioni, le conseguenze strategiche e anche morali e politiche, l'operazione Urano ha un'importanza forse ancora maggiore di altre grandi manovre di accerchiamento della storia; alcuni autori la considerano in assoluto il più grande accerchiamento militare di tutti i tempi.